# Torneo Argentino B 2011-12
El Torneo Argentino B 2011-12 fue la decimoséptima edición del campeonato, perteneciente a la cuarta división o tercera categoría de ascenso del fútbol argentino, en lo que corresponde a las competiciones entre los clubes indirectamente afiliados a la AFA. Se desarrolló entre el 11 de septiembre de 2011 y el 16 de junio de 2012.
A su término se establecieron los descensos y las promociones de la temporada 2010-11. Fue organizada bajo un sistema nuevo, de cinco fases, con la participación de 60 equipos.

## Ascensos y descensos

### Torneo Argentino A
Descendieron directamente del Torneo Argentino A, 9 de Julio (R) y Villa Mitre. Ascendieron directamente al Argentino A, Gimnasia y Tiro de Salta y Racing (O). En las promociones, Defensores de Belgrano (VR) ascendió de categoría al ganarle 3-0 (global) a Estudiantes (RC) y Alumni (VM) mantuvo la categoría al ganarle 5-3 (global) a Deportivo Roca.

### Torneo del Interior
Ascendieron directamente del Torneo del Interior 2011, Huracán Las Heras, San Martín (F) y Once Tigres. Descendieron directamente al Torneo del Interior 2012, Argentino, Juventud de Pergamino e Independiente (N). En las promociones, Cruz del Sur mantuvo la categoría tras vencer a San Jorge (T) por 5 a 4 en el global, Atlético Concepción retuvo su plaza al igualar 1 a 1 en el global, ventaja deportiva mediante, ante Alvear FBC, mientras que Atlético Famaillá descendió tras caer por 4 a 0 en el global frente a Jorge Newbery (VT), que de esta manera ascendió al Torneo Argentino B.

## Reestructuración del torneo
A raíz de las dificultades surgidas a la hora de armar las diferentes zonas de la Primera fase luego de que los ascensos y descensos producidos en la temporada anterior crearan grandes disparidades en la cantidad de equipos por región, tornando económicamente imposible para muchas instituciones costear los gastos de largos viajes, el Consejo Federal resolvió reconfigurar el certamen, ampliando el número de equipos de los 48 originales a 60. Para seleccionar a los equipos se tomó como parámetro la performance en el último Torneo del Interior, además de condiciones como infraestructura y convocatoria. De esta forma, fueron invitados los siguientes clubes:
| Ascensos por reestructuración | Ascensos por reestructuración           | Ascensos por reestructuración          | Ascensos por reestructuración |
| #                             | Equipos                                 | Posición final en el TDI 2011          |                               |
| ----------------------------- | --------------------------------------- | -------------------------------------- | ----------------------------- |
| 1                             | Club Social y Deportivo San Jorge (T)   | Finalista por el primer ascenso        |                               |
| 2                             | Alvear Foot Ball Club (IA)              | Finalista por el tercer ascenso        |                               |
| 3                             | Club Sportivo Villa Cubas               | Semifinalista por el primer ascenso    |                               |
| 4                             | Club Defensores de Pronunciamiento      | Semifinalista por el segundo ascenso   |                               |
| 5                             | Club Deportivo Jorge Gibson Brown       | Semifinalista por el segundo ascenso   |                               |
| 6                             | Club Atlético Jorge Newbery (CR)        | Semifinalista por el tercer ascenso    |                               |
| 7                             | Club Atlético Mitre (SE)                | Cuartifinalista por el primer ascenso  |                               |
| 8                             | Club Atlético Aeronáutico Sarmiento (L) | Cuartifinalista por el primer ascenso  |                               |
| 9                             | Club Atlético Sarmiento (R)             | Cuartifinalista por el segundo ascenso |                               |
| 10                            | Club Sportivo Las Heras                 | Cuartifinalista por el segundo ascenso |                               |
| 11                            | Asociación Civil Racing Club (T)        | Cuartifinalista por el tercer ascenso  |                               |
| 12                            | Club Atlético Maronese                  | Octofinalista por el tercer ascenso    |                               |

## Equipos participantes

### Zona 1
| Equipo                               | Ciudad                  | Provincia  | Estadio                | Capacidad | Liga de origen                       |
| ------------------------------------ | ----------------------- | ---------- | ---------------------- | --------- | ------------------------------------ |
| Racing Club                          | Trelew                  | Chubut     | Cayetano Castro        | -         | Liga de Fútbol Valle del Chubut      |
| Club Atlético Huracán                | Comodoro Rivadavia      | Chubut     | César Muñoz            | 6000      | Liga de fútbol de Comodoro Rivadavia |
| Club Atlético Jorge Newbery          | Comodoro Rivadavia      | Chubut     | C.A.J.N                | 8000      | Liga de fútbol de Comodoro Rivadavia |
| Club Atlético Maronese               | Neuquén                 | Neuquén    | -                      | 4000      | Liga de fútbol del Neuquén           |
| Club Boca Río Gallegos               | Río Gallegos            | Santa Cruz | Defensores del Carmen  | 7000      | Liga de fútbol del Sur               |
| Club Social y Deportivo General Roca | General Roca            | Río Negro  | Luis Maiolino          | -         | Liga Deportiva Confluencia           |
| Club Social y Deportivo Madryn       | Puerto Madryn           | Chubut     | Coliseo del Golfo      | 6000      | Liga de Fútbol Valle del Chubut      |
| Club Deportivo Cruz del Sur          | San Carlos de Bariloche | Río Negro  | Municipal de Bariloche | 3000      | Liga de fútbol de Bariloche          |

### Zona 2
| Equipo                       | Ciudad         | Provincia    | Estadio                         | Capacidad | Liga de origen               |
| ---------------------------- | -------------- | ------------ | ------------------------------- | --------- | ---------------------------- |
| Club Atlético Alvarado       | Mar del Plata  | Buenos Aires | José María Minella              | 35354     | Liga Marplatense de Fútbol   |
| Club Atlético Liniers        | Bahía Blanca   | Buenos Aires | Alejandro Pérez                 | 6000      | Liga del Sur                 |
| Club Atlético Once Tigres    | Nueve de Julio | Buenos Aires | Abel del Fabro                  | 3000      | Liga Nuevejuliense de fútbol |
| Club Bella Vista             | Bahía Blanca   | Buenos Aires | Ignacio Nicolás                 | 4000      | Liga del Sur                 |
| Club Independiente           | Tandil         | Buenos Aires | Agustín Francisco Berroeta      | 3000      | Liga Tandilense de Fútbol    |
| Club Villa Mitre             | Bahía Blanca   | Buenos Aires | "El Fortín" de Maipú y Necochea | 6000      | Liga del Sur                 |
| Fútbol Club Ferro Carril Sud | Olavarría      | Buenos Aires | -                               | -         | Liga de fútbol de Olavarría  |
| Grupo Universitario          | Tandil         | Buenos Aires | General San Martín              | 8762      | Liga Tandilense de Fútbol    |

### Zona 3
| Equipo                                 | Ciudad            | Provincia    | Estadio                   | Capacidad | Liga de origen                               |
| -------------------------------------- | ----------------- | ------------ | ------------------------- | --------- | -------------------------------------------- |
| Alvear Foot-Ball Club                  | Intendente Alvear | La Pampa     | Estadio de la Avenida     | -         | Liga Pampeana de Fútbol                      |
| Club Atlético San Jorge                | San Jorge         | Santa Fe     | Gigante de San Jorge      | 12000     | Liga Departamental de fútbol San Martín      |
| Club Atlético El Linqueño              | Lincoln           | Buenos Aires | Estadio Leonardo Costa    | -         | Liga Amateur de Deportes                     |
| Club Atlético Jorge Newbery            | Venado Tuerto     | Santa Fe     | Vicente Ferretti          | -         | Liga Venadense de fútbol                     |
| Club Social y Deportivo La Emilia      | La Emilia         | Buenos Aires | Jacinto López             | 6000      | Liga Nicoleña de Fútbol                      |
| Club Social y Deportivo Juventud Unida | Gualeguaychú      | Entre Ríos   | Municipal de Gualeguaychú | 10000     | Liga Departamental de fútbol de Gualeguaychú |
| Sportivo Atlético Club                 | Las Parejas       | Santa Fe     | Fortaleza del Lobo        | -         | Liga Cañadense de Fútbol                     |

### Zona 4
| Equipo                                                  | Ciudad              | Provincia           | Estadio                                  | Capacidad | Liga de origen                        |
| ------------------------------------------------------- | ------------------- | ------------------- | ---------------------------------------- | --------- | ------------------------------------- |
| Asociación Atlética Estudiantes                         | Río Cuarto          | Córdoba             | Estadio Ciudad de Río Cuarto             | 13000     | Liga Regional de fútbol de Río Cuarto |
| Club Atlético Aeronáutico Biblioteca y Mutual Sarmiento | Leones              | Córdoba             | La Calderita                             | 3200      | Liga Bellvillense de fútbol           |
| Club Atlético General Paz Juniors                       | Córdoba             | Córdoba             | Estadio General Paz Juniors              | 16000     | Liga Cordobesa de Fútbol              |
| Club Atlético Mitre                                     | Santiago del Estero | Santiago del Estero | Estadio Dres. José y Antonio Castiglione | 10500     | Liga Santiagueña de Fútbol            |
| Club Atlético Sarmiento                                 | La Banda            | Santiago del Estero | Sarmiento                                | 8000      | Liga Santiagueña de Fútbol            |
| Club Sportivo y Biblioteca Atenas                       | Río Cuarto          | Córdoba             | Estadio 9 de Julio                       | 6000      | Liga Regional de fútbol de Río Cuarto |
| Complejo Deportivo Teniente Origone                     | Justiniano Posse    | Córdoba             | 23 de mayo                               | 7000      | Liga Bellvillense de fútbol           |

### Zona 5
| Equipo                                 | Ciudad          | Provincia  | Estadio                  | Capacidad | Liga de origen                        |
| -------------------------------------- | --------------- | ---------- | ------------------------ | --------- | ------------------------------------- |
| Asociación Deportiva 9 de Julio        | Morteros        | Córdoba    | La Villa de los Deportes | 5000      | Liga Regional de Fútbol San Francisco |
| Club Atlético Colegiales               | Concordia       | Entre Ríos | Parque Mitre             | 5000      | Liga Concordiense de Fútbol           |
| Club Atlético 9 de Julio               | Rafaela         | Santa Fe   | Germán Solterman         | 8000      | Liga Rafaelina de Fútbol              |
| Club Atlético Paraná                   | Paraná          | Entre Ríos | Pedro Mutio              | 6000      | Liga Paranaense de Fútbol             |
| Club Defensores de Pronunciamiento     | Pronunciamiento | Entre Ríos | Delio E. Cardozo         | 400       | Liga Departamental de fútbol de Colón |
| Club Sportivo Ben Hur                  | Rafaela         | Santa Fe   | Parque                   | 12000     | Liga Rafaelina de Fútbol              |
| Club Sportivo Las Heras                | Concordia       | Entre Ríos | Parque Mitre             | 5000      | Liga Concordiense de Fútbol           |
| Club Tiro Federal y Deportivo Morteros | Morteros        | Córdoba    | Bautista Monetti         | 5500      | Liga Regional de Fútbol San Francisco |

### Zona 6
| Equipo                                 | Ciudad      | Provincia  | Estadio                                         | Capacidad | Liga de origen            |
| -------------------------------------- | ----------- | ---------- | ----------------------------------------------- | --------- | ------------------------- |
| Club Atlético Chaco For Ever           | Resistencia | Chaco      | Juan Alberto García                             | 20000     | Liga Chaqueña de fútbol   |
| Club Atlético Sarmiento                | Resistencia | Chaco      | Centenario "Campeones del Mundo 1978-1986"      | 25000     | Liga Chaqueña de fútbol   |
| Club Deportivo Jorge Gibson Brown      | Posadas     | Misiones   | Estadio Jorge Gibson Brown                      | 1000      | Liga Posadeña de Fútbol   |
| Club Guaraní Antonio Franco            | Posadas     | Misiones   | Clemente Argentino Fernández de Oliveira        | 12000     | Liga Posadeña de Fútbol   |
| Club Social y Deportivo Textil Mandiyú | Corrientes  | Corrientes | No posee (utiliza el José Antonio Romero Feris) | 15172     | Liga Correntina de Fútbol |
| Club Sportivo General San Martín       | Formosa     | Formosa    | No posee (utiliza el Antonio Romero)            | 23000     | Liga Formoseña de fútbol  |
| Club Sportivo Patria                   | Formosa     | Formosa    | Antonio Romero                                  | 23000     | Liga Formoseña de fútbol  |

### Zona 7
| Equipo                                | Ciudad       | Provincia | Estadio                    | Capacidad | Liga de origen            |
| ------------------------------------- | ------------ | --------- | -------------------------- | --------- | ------------------------- |
| Asociación Atlética Huracán Las Heras | Las Heras    | Mendoza   | General San Martín         | 10000     | Liga Mendocina de Fútbol  |
| Atlético Club San Martín              | San Martín   | Mendoza   | General José de San Martín | 8782      | Liga Mendocina de Fútbol  |
| Club Atlético Gimnasia y Esgrima      | Mendoza      | Mendoza   | Víctor Antonio Legrotaglie | 11500     | Liga Mendocina de Fútbol  |
| Club Atlético de la Juventud Alianza  | Santa Lucía  | San Juan  | Estadio del Centenario     | 15000     | Liga Sanjuanina de Fútbol |
| Club Atlético Trinidad                | San Juan     | San Juan  | El Templo                  | 15000     | Liga Sanjuanina de Fútbol |
| Club Atlético Unión                   | Villa Krause | San Juan  | 12 de Octubre              | 5000      | Liga Sanjuanina de Fútbol |
| Club Deportivo y Social Guaymallén    | Guaymallén   | Mendoza   | Hugo Pedro Alastra         | 5100      | Liga Mendocina de Fútbol  |
| Club Sportivo Juan Bautista Del Bono  | Rivadavia    | San Juan  | Juan B. Del Bono           | -         | Liga Sanjuanina de Fútbol |

### Zona 8
| Equipo                                             | Ciudad                              | Provincia | Estadio                  | Capacidad | Liga de origen              |
| -------------------------------------------------- | ----------------------------------- | --------- | ------------------------ | --------- | --------------------------- |
| Asociación Cultural y Deportiva Altos Hornos Zapla | Palpalá                             | Jujuy     | Emilio Fabrizzi          | 14000     | Liga Jujeña de Fútbol       |
| Club Atlético Concepción                           | Banda del Río Salí                  | Tucumán   | Ingeniero José María Paz | 15000     | Liga Tucumana de Fútbol     |
| Club Atlético Policial                             | San Fernando del Valle de Catamarca | Catamarca | Provincial Bicentenario  | 20000     | Liga Catamarqueña de fútbol |
| Club Atlético Talleres                             | Perico                              | Jujuy     | Doctor Plinio Zabala     | 8000      | Liga Jujeña de Fútbol       |
| Club Social y Deportivo San Jorge                  | San Miguel de Tucumán               | Tucumán   | Dr. Luis Güemes          | 7000      | Liga Tucumana de Fútbol     |
| Club Sportivo Villa Cubas                          | San Fernando del Valle de Catamarca | Catamarca | Provincial Bicentenario  | 20000     | Liga Catamarqueña de fútbol |
| Concepción Fútbol Club                             | Concepción                          | Tucumán   | Stewart Shipton          | 10000     | Liga Tucumana de Fútbol     |

### Distribución geográfica
| Región              | Cant. | Equipos |
| ------------------- | ----- | --- |
| Buenos Aires        | 10    | Bella Vista, El Linqueño, La Emilia, Ferrocarril Sud (O), Alvarado, Liniers (BB), Once Tigres, Villa Mitre, Independiente (T) y Grupo Universitario |
| Córdoba             | 7     | 9 de Julio (M), Tiro Federal (M), General Paz Juniors, Atenas (RC), Estudiantes (RC), Sarmiento (L) y Complejo Deportivo                            |
| Entre Ríos          | 5     | Atlético Paraná, Juventud Unida (G), Sportivo Las Heras, Defensores de Pronunciamiento y Colegiales (C)                                             |
| Santa Fe            | 5     | Ben Hur, Sportivo Las Parejas, Jorge Newbery, 9 de Julio (R) y San Jorge                                                                            |
| Chubut              | 4     | Deportivo Madryn, Huracán (CR), Jorge Newbery (CR) y Racing (T)                                                                                     |
| Mendoza             | 4     | Deportivo Guaymallén, Gimnasia y Esgrima, Huracán Las Heras y San Martín                                                                            |
| San Juan            | 4     | Unión (VK), Trinidad, Juventud Alianza y Sportivo Del Bono                                                                                          |
| Tucumán             | 3     | Concepción FC, San Jorge y Atlético Concepción |
| Catamarca           | 2     | Atlético Policial y Villa Cubas |
| Chaco               | 2     | Chaco For Ever y Sarmiento (R) |
| Formosa             | 2     | Sportivo Patria y San Martín |
| Jujuy               | 2     | Talleres (P) y Altos Hornos Zapla |
| Misiones            | 2     | Guaraní Antonio Franco y Jorge Gibson Brown |
| Río Negro           | 2     | Cruz del Sur y Deportivo Roca |
| Santiago del Estero | 2     | Sarmiento(LB) y Mitre |
| Corrientes          | 1     | Textil Mandiyú |
| La Pampa            | 1     | Alvear FBC |
| Neuquén             | 1     | Maronese |
| Santa Cruz          | 1     | Boca Río Gallegos |

## Sistema de disputa

### Primera fase
Se dividió a los 60 equipos en 8 zonas: 4 integradas por 7 equipos y 4 compuestas por 8 equipos. Se llevó a cabo por el sistema de todos contra todos en cada una de las zonas, en las cuales jugaron a cuatro ruedas, en dobles partidos de ida y vuelta. Pasaron a la Segunda fase el primero, el segundo y el tercero de cada zona de 7 equipos y el primero, segundo, tercero y cuarto de las zonas integradas por 8 clubes, quedando así 28 clasificados a la siguiente fase.

### Segunda fase
Estuvo  integrada con los 28 clasificados de la Primera fase. Se los dividió en 7 zonas de 4 equipos cada una. Cada zona se disputó  por sistema de puntos todos contra todos y a dos ruedas, iniciando la disputa con puntaje cero. Clasificaron a la Tercera fase el primero y el segundo de cada zona y los dos mejores terceros, totalizando 16 equipos.

### Tercera fase
Estuvo  conformada por los 16 clasificados de la Segunda fase y se disputó  por eliminación directa, a doble partido, uno en cada sede, siendo determinados los cruces por sorteo en la sede del Consejo Federal, teniendo en cuenta las cercanías geográficas entre los equipos. Los 8 vencedores avanzaron a la Cuarta fase.

### Cuarta fase
Estuvo  integrada por los 8 clasificados de la Tercera fase y se disputó  por eliminación directa, a doble partido uno en cada sede. Los cuatro ganadores clasificaron a la Quinta fase.

### Quinta fase (Finales)
Estuvo  integrada por los 4 clasificados de la Cuarta fase y se disputó  por eliminación directa, a doble partido uno en cada sede. Los dos 2 ganadores ascienden al Torneo Argentino A, mientras que los 2 perdedores disputan partidos de promoción frente a 2 clubes del Torneo Argentino A Temporada 2011/12.

### Sistema de descenso
Finalizado el Torneo Argentino B 2011/12, se confecció la Tabla general de promedios de puntos obtenidos en la Primera fase (se determinaron dividiendo los puntos por la cantidad de partidos jugados), los tres (3) equipos de menor promedio (posiciones 60, 59 y 58) descendieron al Torneo del Interior 2013, y los tres (3) siguientes de menor promedio (posiciones 57, 56 y 55) promocionaron con tres (3) clubes del Torneo del Interior 2012.

## Primera fase

### Zona 1
| Zona 1 | Zona 1                          | Zona 1 | Zona 1 | Zona 1 | Zona 1 | Zona 1 | Zona 1 | Zona 1 | Zona 1 |
| Equipo | Equipo                          | Pts    | PJ     | PG     | PE     | PP     | GF     | GC     | DIF    |
| ------ | ------------------------------- | ------ | ------ | ------ | ------ | ------ | ------ | ------ | ------ |
| 1      | Boca (Río Gallegos)             | 55     | 28     | 17     | 4      | 7      | 42     | 30     | 12     |
| 2      | Deportivo Madryn                | 52     | 28     | 15     | 7      | 6      | 44     | 26     | 18     |
| 3      | Huracán (Cdro. Rivadavia)       | 46     | 28     | 13     | 7      | 8      | 43     | 32     | 11     |
| 4      | Deportivo Roca                  | 42     | 28     | 13     | 3      | 12     | 45     | 36     | 9      |
| 5      | Cruz del Sur                    | 32     | 28     | 8      | 8      | 12     | 29     | 41     | -12    |
| 6      | Jorge Newbery (Cdro. Rivadavia) | 30     | 28     | 8      | 6      | 14     | 33     | 41     | -8     |
| 7      | Maronese                        | 30     | 28     | 8      | 6      | 14     | 35     | 46     | -11    |
| 8      | Racing (Trelew)                 | 27     | 28     | 7      | 6      | 15     | 32     | 44     | -12    |

| Maronese         | 1 - 0 | Jorge Newbery (CR) |
| Boca R. Gallegos | 1 - 1 | Deportivo Madryn   |
| Deportivo Roca   | 1 - 0 | Cruz del Sur       |
| Huracán (CR)     | 3 - 0 | Racing (T)         |

| Huracán (CR)     | 2 - 1 | Maronese (Neuquén) |
| Racing (T)       | 2 - 2 | Deportivo Roca     |
| Cruz del Sur     | 1 - 2 | Boca R. Gallegos   |
| Deportivo Madryn | 2 - 0 | Jorge Newbery (CR) |

| Maronese (Neuquén) | 0 - 0 | Deportivo Madryn |
| Jorge Newbery (CR) | 1 - 1 | Cruz del Sur     |
| Boca R. Gallegos   | 1 - 0 | Racing (T)       |
| Deportivo Roca     | 2 - 0 | Huracán (CR)     |

| Racing (T)     | 2 - 1 | Jorge Newbery (CR) |
| Cruz del Sur   | 0 - 0 | Deportivo Madryn   |
| Huracán (CR)   | 3 - 1 | Boca R. Gallegos   |
| Deportivo Roca | 2 - 0 | Maronese (Neuquén) |

| Maronese (Neuquén) | 0 - 1 | Cruz del Sur   |
| Jorge Newbery (CR) | 2 - 2 | Huracán (CR)   |
| Boca R. Gallegos   | 2 - 0 | Deportivo Roca |
| Deportivo Madryn   | 1 - 1 | Racing (T)     |

| Huracán (CR)     | 2 - 0 | Deportivo Madryn   |
| Racing (T)       | 0 - 1 | Cruz del Sur       |
| Deportivo Roca   | 1 - 0 | Jorge Newbery (CR) |
| Boca R. Gallegos | 3 - 1 | Maronese (Neuquén) |

| Maronese           | 3 - 2 | Racing (T)       |
| Deportivo Madryn   | 3 - 0 | Deportivo Roca   |
| Jorge Newbery (CR) | 1 - 1 | Boca R. Gallegos |
| Cruz del Sur       | 1 - 0 | Huracán (CR)     |

| Deportivo Madryn   | 3 - 0 | Boca R. Gallegos   |
| Cruz del Sur       | 2 - 1 | Deportivo Roca     |
| Racing (T)         | 0 - 0 | Huracán (CR)       |
| Jorge Newbery (CR) | 1 - 1 | Maronese (Neuquén) |

| Boca R. Gallegos   | 5 - 0 | Cruz del Sur     |
| Maronese (Neuquén) | 1 - 1 | Huracán (CR)     |
| Jorge Newbery (CR) | 2 - 0 | Deportivo Madryn |
| Deportivo Roca     | 2 - 1 | Racing (T)       |

| Deportivo Madryn | 2 - 1 | Maronese (Neuquén) |
| Racing (T)       | 1 - 2 | Boca R. Gallegos   |
| Cruz del Sur     | 0 - 0 | Jorge Newbery (CR) |
| Huracán (CR)     | 1 - 0 | Deportivo Roca     |

| Maronese (Neuquén) | 0 - 4 | Deportivo Roca |
| Boca R. Gallegos   | 2 - 0 | Huracán (CR)   |
| Deportivo Madryn   | 3 - 0 | Cruz del Sur   |
| Jorge Newbery (CR) | 2 - 0 | Racing (T)     |

| Cruz del Sur   | 4 - 2 | Maronese (Neuquén) |
| Racing (T)     | 2 - 2 | Deportivo Madryn   |
| Huracán (CR)   | 1 - 0 | Jorge Newbery (CR) |
| Deportivo Roca | 4 - 1 | Boca R. Gallegos   |

| Maronese (Neuquén) | 0 - 1 | Boca R. Gallegos |
| Cruz del Sur       | 2 - 1 | Racing (T)       |
| Jorge Newbery (CR) | 3 - 1 | Deportivo Roca   |
| Deportivo Madryn   | 1 - 1 | Huracán (CR)     |

| Boca R. Gallegos | 1 - 0 | Jorge Newbery (CR) |
| Huracán (CR)     | 1 - 3 | Cruz del Sur       |
| Racing (T)       | 3 - 2 | Maronese (Neuquén) |
| Deportivo Roca   | 3 - 1 | Deportivo Madryn   |

| Boca R. Gallegos | 2 - 1 | Deportivo Madryn   |
| Huracán (CR)     | 3 - 0 | Racing (T)         |
| Maronese         | 2 - 0 | Jorge Newbery (CR) |
| Deportivo Roca   | 4 - 1 | Cruz del Sur       |

| Deportivo Madryn | 2 - 1 | Jorge Newbery (CR) |
| Racing (T)       | 0 - 0 | Deportivo Roca     |
| Cruz del Sur     | 0 - 1 | Boca R. Gallegos   |
| Huracán (CR)     | 1 - 0 | Maronese (Neuquén) |

| Deportivo Roca     | 3 - 2 | Huracán (CR)     |
| Jorge Newbery (CR) | 1 - 0 | Cruz del Sur     |
| Boca R. Gallegos   | 2 - 1 | Racing (T)       |
| Maronese           | 1 - 0 | Deportivo Madryn |

| Huracán (CR)   | 3 - 1 | Boca R. Gallegos   |
| Cruz del Sur   | 0 - 0 | Deportivo Madryn   |
| Racing (T)     | 3 - 1 | Jorge Newbery (CR) |
| Deportivo Roca | 4 - 0 | Maronese (Neuquén) |

| Maronese (Neuquén) | 2 - 2           | Cruz del Sur   |
| Jorge Newbery (CR) | 2 - 1           | Huracán (CR)   |
| Boca R. Gallegos   | 1 - 0           | Deportivo Roca |
| Deportivo Madryn   | (2 - 3) (2 - 0) | Racing (T)     |

| Boca R. Gallegos | 0 - 0 | Maronese (Neuquén) |
| Racing (T)       | 1 - 1 | Cruz del Sur       |
| Huracán (CR)     | 3 - 2 | Deportivo Madryn   |
| Deportivo Roca   | 1 - 2 | Jorge Newbery (CR) |

| Maronese           | 3 - 1 | Racing (T)       |
| Cruz del Sur       | 1 - 3 | Huracán (CR)     |
| Jorge Newbery (CR) | 2 - 4 | Boca R. Gallegos |
| Deportivo Madryn   | 3 - 1 | Deportivo Roca   |

| Deportivo Madryn   | 1 - 0 | Boca R. Gallegos   |
| Jorge Newbery (CR) | 3 - 1 | Maronese (Neuquén) |
| Racing (T)         | 0 - 2 | Huracán (CR)       |
| Cruz del Sur       | 1 - 2 | Deportivo Roca     |

| Boca R. Gallegos   | 2 - 0 | Cruz del Sur     |
| Jorge Newbery (CR) | 1 - 2 | Deportivo Madryn |
| Maronese (Neuquén) | 1 - 1 | Huracán (CR)     |
| Deportivo Roca     | 2 - 0 | Racing (T)       |

| Deportivo Madryn | 3 - 1 | Maronese (Neuquén) |
| Racing (T)       | 3 - 1 | Boca R. Gallegos   |
| Huracán (CR)     | 2 - 2 | Deportivo Roca     |
| Cruz del Sur     | 3 - 2 | Jorge Newbery (CR) |

| Deportivo Madryn   | 3 - 0 | Cruz del Sur   |
| Boca R. Gallegos   | 1 - 0 | Huracán (CR)   |
| Jorge Newbery (CR) | 0 - 2 | Racing (T)     |
| Maronese           | 3 - 1 | Deportivo Roca |

| Racing (T)     | 1 - 2 | Deportivo Madryn   |
| Huracán (CR)   | 2 - 1 | Jorge Newbery (CR) |
| Deportivo Roca | 0 - 1 | Boca R. Gallegos   |
| Cruz del Sur   | 0 - 1 | Maronese           |

| Maronese           | 2 - 1 | Boca R. Gallegos |
| Cruz del Sur       | 2 - 3 | Racing (T)       |
| Jorge Newbery (CR) | 2 - 1 | Deportivo Roca   |
| Deportivo Madryn   | 2 - 1 | Huracán (CR)     |

| Deportivo Roca   | 1 - 2 | Deportivo Madryn   |
| Huracán (CR)     | 2 - 2 | Cruz del Sur       |
| Boca R. Gallegos | 2 - 2 | Jorge Newbery (CR) |
| Racing (T)       | 2 - 1 | Maronese (Neuquén) |

### Zona 2
| Zona 2 | Zona 2                       | Zona 2 | Zona 2 | Zona 2 | Zona 2 | Zona 2 | Zona 2 | Zona 2 | Zona 2 |
| Equipo | Equipo                       | Pts    | PJ     | PG     | PE     | PP     | GF     | GC     | DIF    |
| ------ | ---------------------------- | ------ | ------ | ------ | ------ | ------ | ------ | ------ | ------ |
| 1      | Once Tigres                  | 47     | 28     | 13     | 8      | 7      | 40     | 21     | 19     |
| 2      | Ferro Carril Sud (Olavarría) | 43     | 28     | 12     | 7      | 9      | 30     | 33     | -3     |
| 3      | Alvarado                     | 43     | 28     | 13     | 4      | 11     | 36     | 45     | -9     |
| 4      | Villa Mitre                  | 42     | 28     | 11     | 9      | 8      | 47     | 37     | 10     |
| 5      | Liniers (Bahía Blanca)       | 40     | 28     | 9      | 13     | 6      | 39     | 29     | 10     |
| 6      | Bella Vista                  | 35     | 28     | 10     | 5      | 13     | 37     | 40     | -3     |
| 7      | Grupo Universitario          | 32     | 28     | 9      | 5      | 14     | 43     | 52     | -9     |
| 8      | Independiente (Tandil)       | 25     | 28     | 6      | 7      | 15     | 30     | 54     | -24    |

| Alvarado               | 2 - 1 | Grupo Universitario |
| Bella Vista (BB)       | 1 - 3 | Liniers (BB)        |
| Once Tigres            | 2 - 3 | Villa Mitre         |
| Independiente (Tandil) | 0 - 0 | Ferro Carril Sud    |

| Liniers (BB)           | 2 - 0 | Grupo Universitario |
| Villa Mitre            | 1 - 1 | Bella Vista (BB)    |
| Ferro Carril Sud       | 0 - 3 | Once Tigres         |
| Independiente (Tandil) | 0 - 1 | Alvarado            |

| Alvarado            | 0 - 0 | Liniers (BB)           |
| Grupo Universitario | 0 - 4 | Villa Mitre            |
| Bella Vista (BB)    | 2 - 4 | Ferro Carril Sud       |
| Once Tigres         | 1 - 1 | Independiente (Tandil) |

| Ferro Carril Sud       | 1 - 0 | Grupo Universitario |
| Independiente (Tandil) | 3 - 1 | Bella Vista (BB)    |
| Villa Mitre            | 1 - 1 | Liniers (BB)        |
| Once Tigres            | 0 - 1 | Alvarado            |

| Liniers (BB)        | 0 - 1 | Ferro Carril Sud       |
| Bella Vista (BB)    | 0 - 0 | Once Tigres            |
| Grupo Universitario | 2 - 1 | Independiente (Tandil) |
| Alvarado            | 2 - 1 | Villa Mitre            |

| Independiente (Tandil) | 3 - 1 | Liniers (BB)        |
| Ferro Carril Sud       | 1 - 0 | Villa Mitre         |
| Once Tigres            | 5 - 0 | Grupo Universitario |
| Bella Vista (BB)       | 2 - 0 | Alvarado            |

| Liniers (BB)        | 0 - 0 | Once Tigres            |
| Alvarado            | 2 - 1 | Ferro Carril Sud       |
| Villa Mitre         | 2 - 1 | Independiente (Tandil) |
| Grupo Universitario | 2 - 1 | Bella Vista (BB)       |

| Grupo Universitario | 1 - 0 | Alvarado               |
| Liniers (BB)        | 0 - 1 | Bella Vista (BB)       |
| Villa Mitre         | 0 - 1 | Once Tigres            |
| Ferro Carril Sud    | 1 - 2 | Independiente (Tandil) |

| Once Tigres         | 2 - 0 | Ferro Carril Sud       |
| Bella Vista (BB)    | 1 - 2 | Villa Mitre            |
| Grupo Universitario | 2 - 2 | Liniers (BB)           |
| Alvarado            | 0 - 0 | Independiente (Tandil) |

| Ferro Carril Sud       | 1 - 3 | Bella Vista (BB)    |
| Liniers (BB)           | 0 - 1 | Alvarado            |
| Villa Mitre            | 3 - 0 | Grupo Universitario |
| Independiente (Tandil) | 1 - 2 | Once Tigres         |

| Bella Vista (BB)    | 3 - 1 | Independiente (Tandil) |
| Liniers (BB)        | 3 - 3 | Villa Mitre            |
| Alvarado            | 1 - 0 | Once Tigres            |
| Grupo Universitario | 4 - 1 | Ferro Carril Sud       |

| Once Tigres            | 1 - 0 | Bella Vista (BB)    |
| Independiente (Tandil) | 2 - 5 | Grupo Universitario |
| Villa Mitre            | 3 - 1 | Alvarado            |
| Ferro Carril Sud       | 0 - 0 | Liniers (BB)        |

| Alvarado            | 1 - 1 | Bella Vista (BB)       |
| Grupo Universitario | 1 - 0 | Once Tigres            |
| Villa Mitre         | 2 - 3 | Ferro Carril Sud       |
| Liniers (BB)        | 2 - 1 | Independiente (Tandil) |

| Bella Vista (BB)       | 1 - 0 | Grupo Universitario |
| Once Tigres            | 1 - 1 | Liniers (BB)        |
| Independiente (Tandil) | 1 - 1 | Villa Mitre         |
| Ferro Carril Sud       | 2 - 1 | Alvarado            |

| Independiente (Tandil) | 0 - 0 | Ferro Carril Sud    |
| Alvarado               | 4 - 3 | Grupo Universitario |
| Bella Vista (BB)       | 3 - 3 | Liniers (BB)        |
| Once Tigres            | 5 - 3 | Villa Mitre         |

| Liniers (BB)           | 2 - 4 | Grupo Universitario |
| Independiente (Tandil) | 0 - 2 | Alvarado            |
| Ferro Carril Sud       | 0 - 2 | Once Tigres         |
| Villa Mitre            | 0 - 2 | Bella Vista (BB)    |

| Bella Vista (BB)    | 1 - 0 | Ferro Carril Sud       |
| Once Tigres         | 2 - 1 | Independiente (Tandil) |
| Grupo Universitario | 1 - 2 | Villa Mitre            |
| Alvarado            | 0 - 2 | Liniers (BB)           |

| Independiente (Tandil) | 2 - 1 | Bella Vista (BB)    |
| Villa Mitre            | 2 - 2 | Liniers (BB)        |
| Ferro Carril Sud       | 2 - 1 | Grupo Universitario |
| Once Tigres            | 2 - 0 | Alvarado            |

| Bella Vista (BB)    | 1 - 2 | Once Tigres            |
| Liniers (BB)        | 1 - 0 | Ferro Carril Sud       |
| Grupo Universitario | 2 - 2 | Independiente (Tandil) |
| Alvarado            | 1 - 0 | Villa Mitre            |

| Ferro Carril Sud       | 0 - 0 | Villa Mitre         |
| Bella Vista (BB)       | 4 - 2 | Alvarado            |
| Once Tigres            | 1 - 0 | Grupo Universitario |
| Independiente (Tandil) | 1 - 2 | Liniers (BB)        |

| Grupo Universitario | 0 - 2 | Bella Vista (BB)       |
| Liniers (BB)        | 1 - 0 | Once Tigres            |
| Villa Mitre         | 2 - 2 | Independiente (Tandil) |
| Alvarado            | 2 - 3 | Ferro Carril Sud       |

| Ferro Carril Sud    | 1 - 0 | Independiente (Tandil) |
| Liniers (BB)        | 1 - 1 | Bella Vista (BB)       |
| Grupo Universitario | 2 - 2 | Alvarado               |
| Villa Mitre         | 1 - 1 | Once Tigres            |

| Grupo Universitario | 2 - 1 | Liniers (BB)           |
| Once Tigres         | 1 - 1 | Ferro Carril Sud       |
| Alvarado            | 6 - 1 | Independiente (Tandil) |
| Bella Vista (BB)    | 0 - 1 | Villa Mitre            |

| Independiente (Tandil) | 1 - 0 | Once Tigres         |
| Ferro Carril Sud       | 1 - 0 | Bella Vista (BB)    |
| Villa Mitre            | 3 - 2 | Grupo Universitario |
| Liniers (BB)           | 1 - 0 | Alvarado            |

| Bella Vista (BB)    | 1 - 3 | Independiente (Tandil) |
| Liniers (BB)        | 1 - 1 | Villa Mitre            |
| Grupo Universitario | 2 - 2 | Ferro Carril Sud       |
| Alvarado            | 2 - 1 | Once Tigres            |

| Villa Mitre            | 2 - 0 | Alvarado            |
| Once Tigres            | 4 - 0 | Bella Vista (BB)    |
| Ferro Carril Sud       | 0 - 0 | Liniers (BB)        |
| Independiente (Tandil) | 0 - 4 | Grupo Universitario |

| Alvarado            | 1 - 0 | Bella Vista (BB)       |
| Liniers (BB)        | 7 - 0 | Independiente (Tandil) |
| Villa Mitre         | 1 - 2 | Ferro Carril Sud       |
| Grupo Universitario | 1 - 1 | Once Tigres            |

| Bella Vista (BB)       | 3 - 1 | Grupo Universitario |
| Once Tigres            | 0 - 0 | Liniers (BB)        |
| Ferro Carril Sud       | 2 - 1 | Alvarado            |
| Independiente (Tandil) | 0 - 3 | Villa Mitre         |

### Zona 3
| Zona 3 | Zona 3                        | Zona 3 | Zona 3 | Zona 3 | Zona 3 | Zona 3 | Zona 3 | Zona 3 | Zona 3 |
| Equipo | Equipo                        | Pts    | PJ     | PG     | PE     | PP     | GF     | GC     | DIF    |
| ------ | ----------------------------- | ------ | ------ | ------ | ------ | ------ | ------ | ------ | ------ |
| 1      | Sportivo Las Parejas          | 37     | 24     | 8      | 13     | 3      | 37     | 27     | 10     |
| 2      | Juventud Unida (Gualeguaychú) | 35     | 24     | 8      | 11     | 5      | 31     | 24     | 7      |
| 3      | El Linqueño                   | 35     | 24     | 9      | 8      | 7      | 29     | 27     | 2      |
| 4      | Jorge Newbery (Venado Tuerto) | 31     | 24     | 7      | 10     | 7      | 29     | 27     | 2      |
| 5      | La Emilia                     | 29     | 24     | 8      | 5      | 11     | 23     | 28     | -5     |
| 6      | Alvear FBC                    | 28     | 24     | 7      | 7      | 10     | 32     | 40     | -8     |
| 7      | Atlético San Jorge (Santa Fe) | 27     | 24     | 7      | 6      | 11     | 34     | 42     | -8     |

| Jorge Newbery (VT) | 3 - 0 | Alvear F.C. (General Pico) |
| El Linqueño        | 1 - 1 | Juventud Unida (G)         |
| Atlético San Jorge | 1 - 1 | Sportivo Las Parejas       |
| La Emilia          | -     | Libre                      |

| Alvear F.C. (General Pico) | 0 - 2 | La Emilia          |
| Sportivo Las Parejas       | 2 - 2 | El Linqueño        |
| Juventud Unida (G)         | 2 - 0 | Jorge Newbery (VT) |
| Atlético San Jorge         | -     | Libre              |

| El Linqueño                | 2 - 1 | Atlético San Jorge   |
| Jorge Newbery (VT)         | 1 - 1 | Sportivo Las Parejas |
| La Emilia                  | 1 - 0 | Juventud Unida (G)   |
| Alvear F.C. (General Pico) | -     | Libre                |

| Sportivo Las Parejas | 3 - 2 | La Emilia                  |
| Juventud Unida (G)   | 2 - 1 | Alvear F.C. (General Pico) |
| Atlético San Jorge   | 2 - 1 | Jorge Newbery (VT)         |
| El Linqueño          | -     | Libre                      |

| Jorge Newbery (VT)         | 2 - 0 | El Linqueño          |
| La Emilia                  | 1 - 0 | Atlético San Jorge   |
| Alvear F.C. (General Pico) | 1 - 1 | Sportivo Las Parejas |
| Juventud Unida (G)         | -     | Libre                |

| Sportivo Las Parejas | 1 - 1 | Juventud Unida (G)         |
| Atlético San Jorge   | 4 - 1 | Alvear F.C. (General Pico) |
| El Linqueño          | 1 - 0 | La Emilia                  |
| Jorge Newbery (VT)   | -     | Libre                      |

| Alvear F.C. (General Pico) | 1 - 1 | El Linqueño        |
| La Emilia                  | 0 - 0 | Jorge Newbery (VT) |
| Juventud Unida (G)         | 2 - 2 | Atlético San Jorge |
| Sportivo Las Parejas       | -     | Libre              |

| Sportivo Las Parejas       | 3 - 2 | Atlético San Jorge |
| Alvear F.C. (General Pico) | 0 - 0 | Jorge Newbery (VT) |
| Juventud Unida (G)         | 1 - 1 | El Linqueño        |
| La Emilia                  | -     | Libre              |

| El Linqueño        | 1 - 2 | Sportivo Las Parejas       |
| Jorge Newbery (VT) | 1 - 1 | Juventud Unida (G)         |
| La Emilia          | 1 - 4 | Alvear F.C. (General Pico) |
| Atlético San Jorge | -     | Libre                      |

| Sportivo Las Parejas       | 2 - 2 | Jorge Newbery (VT) |
| Atlético San Jorge         | 1 - 2 | El Linqueño        |
| Juventud Unida (G)         | 0 - 1 | La Emilia          |
| Alvear F.C. (General Pico) | -     | Libre              |

| Jorge Newbery (VT)         | 3 - 1 | Atlético San Jorge   |
| La Emilia                  | 0 - 0 | Sportivo Las Parejas |
| Alvear F.C. (General Pico) | 3 - 1 | Juventud Unida (G)   |
| El Linqueño                | -     | Libre                |

| Sportivo Las Parejas | 5 - 1 | Alvear F.C. (General Pico) |
| Atlético San Jorge   | 2 - 0 | La Emilia                  |
| El Linqueño          | 1 - 1 | Jorge Newbery (VT)         |
| Juventud Unida (G)   | -     | Libre                      |

| Alvear F.C. (General Pico) | 1 - 1 | Atlético San Jorge   |
| Juventud Unida (G)         | 1 - 1 | Sportivo Las Parejas |
| La Emilia                  | 1 - 2 | El Linqueño          |
| Jorge Newbery (VT)         | -     | Libre                |

| Jorge Newbery (VT)   | 0 - 0 | La Emilia                  |
| Atlético San Jorge   | 1 - 1 | Juventud Unida (G)         |
| El Linqueño          | 0 - 1 | Alvear F.C. (General Pico) |
| Sportivo Las Parejas | -     | Libre                      |

| El Linqueño        | 2 - 2 | Juventud Unida (G)         |
| Jorge Newbery (VT) | 1 - 0 | Alvear F.C. (General Pico) |
| Atlético San Jorge | 1 - 0 | Sportivo Las Parejas       |
| La Emilia          | -     | Libre                      |

| Sportivo Las Parejas       | 0 - 1 | El Linqueño        |
| Juventud Unida (G)         | 2 - 0 | Jorge Newbery (VT) |
| Alvear F.C. (General Pico) | 3 - 0 | La Emilia          |
| Atlético San Jorge         | -     | Libre              |

| El Linqueño                | 1 - 0 | Atlético San Jorge   |
| Jorge Newbery (VT)         | 0 - 0 | Sportivo Las Parejas |
| La Emilia                  | 0 - 1 | Juventud Unida (G)   |
| Alvear F.C. (General Pico) | -     | Libre                |

| Juventud Unida (G)   | 2 - 0 | Alvear F.C. (General Pico) |
| Sportivo Las Parejas | 1 - 0 | La Emilia                  |
| Atlético San Jorge   | 3 - 3 | Jorge Newbery (VT)         |
| El Linqueño          | -     | Libre                      |

| Jorge Newbery (VT)         | 2 - 0 | El Linqueño          |
| La Emilia                  | 5 - 1 | Atlético San Jorge   |
| Alvear F.C. (General Pico) | 2 - 2 | Sportivo Las Parejas |
| Juventud Unida (G)         | -     | Libre                |

| El Linqueño          | 0 - 1 | La Emilia                  |
| Sportivo Las Parejas | 2 - 1 | Juventud Unida (G)         |
| Atlético San Jorge   | 0 - 3 | Alvear F.C. (General Pico) |
| Jorge Newbery (VT)   | -     | Libre                      |

| Juventud Unida (G)         | 4 - 1 | Atlético San Jorge |
| La Emilia                  | 2 - 1 | Jorge Newbery (VT) |
| Alvear F.C. (General Pico) | 0 - 1 | El Linqueño        |
| Sportivo Las Parejas       | -     | Libre              |

| Sportivo Las Parejas       | 4 - 2 | Atlético San Jorge |
| Juventud Unida (G)         | 2 - 1 | El Linqueño        |
| Alvear F.C. (General Pico) | 3 - 2 | Jorge Newbery (VT) |
| La Emilia                  | -     | Libre              |

| El Linqueño        | 2 - 2 | Sportivo Las Parejas       |
| La Emilia          | 2 - 3 | Alvear F.C. (General Pico) |
| Jorge Newbery (VT) | 1 - 1 | Juventud Unida (G)         |
| Atlético San Jorge | -     | Libre                      |

| Sportivo Las Parejas       | 0 - 1 | Jorge Newbery (VT) |
| Juventud Unida (G)         | 1 - 0 | La Emilia          |
| Atlético San Jorge         | 3 - 2 | El Linqueño        |
| Alvear F.C. (General Pico) | -     | Libre              |

| La Emilia                  | 1 - 1 | Sportivo Las Parejas |
| Jorge Newbery (VT)         | 1 - 0 | Atlético San Jorge   |
| Alvear F.C. (General Pico) | 2 - 2 | Juventud Unida (G)   |
| El Linqueño                | -     | Libre                |

| El Linqueño          | 3 - 1 | Jorge Newbery (VT)         |
| Sportivo Las Parejas | 3 - 1 | Alvear F.C. (General Pico) |
| Atlético San Jorge   | 1 - 1 | La Emilia                  |
| Juventud Unida (G)   | -     | Libre                      |

| Juventud Unida (G)         | 0 - 0 | Sportivo Las Parejas |
| La Emilia                  | 0 - 1 | El Linqueño          |
| Alvear F.C. (General Pico) | 0 - 3 | Atlético San Jorge   |
| Jorge Newbery (VT)         | -     | Libre                |

| El Linqueño          | 1 - 1 | Alvear F.C. (General Pico) |
| Jorge Newbery (VT)   | 2 - 3 | La Emilia                  |
| Atlético San Jorge   | 1 - 0 | Juventud Unida (G)         |
| Sportivo Las Parejas | -     | Libre                      |

### Zona 4
| Zona 4 | Zona 4                      | Zona 4 | Zona 4 | Zona 4 | Zona 4 | Zona 4 | Zona 4 | Zona 4 | Zona 4 |
| Equipo | Equipo                      | Pts    | PJ     | PG     | PE     | PP     | GF     | GC     | DIF    |
| ------ | --------------------------- | ------ | ------ | ------ | ------ | ------ | ------ | ------ | ------ |
| 1      | General Paz Juniors         | 39     | 24     | 11     | 6      | 7      | 33     | 31     | 2      |
| 2      | Mitre (Santiago del Estero) | 35     | 24     | 9      | 8      | 7      | 29     | 26     | 3      |
| 3      | Sarmiento (La Banda)        | 34     | 24     | 7      | 13     | 4      | 30     | 23     | 7      |
| 4      | Estudiantes (Río Cuarto)    | 34     | 24     | 8      | 10     | 6      | 26     | 21     | 5      |
| 5      | Sarmiento (Leones)          | 32     | 24     | 7      | 11     | 6      | 26     | 29     | -3     |
| 6      | Atenas (Río Cuarto)         | 24     | 24     | 6      | 6      | 12     | 32     | 38     | -6     |
| 7      | Complejo Deportivo          | 23     | 24     | 5      | 8      | 11     | 25     | 35     | -10    |

| Atenas (RC)        | 0 - 1 | General Paz Juniors |
| Sarmiento (LB)     | 1 - 1 | Mitre (SdE)         |
| Complejo Deportivo | 0 - 0 | Estudiantes (RC)    |
| Sarmiento (L)      | -     | Libre               |

| Estudiantes (RC)    | 2 - 2 | Sarmiento (LB) |
| Mitre (SdE)         | 1 - 0 | Atenas (RC)    |
| General Paz Juniors | 0 - 0 | Sarmiento (L)  |
| Complejo Deportivo  | -     | Libre          |

| Sarmiento (L)       | 1 - 1 | Mitre (SdE)        |
| Atenas (RC)         | 1 - 2 | Estudiantes (RC)   |
| Sarmiento (LB)      | 2 - 0 | Complejo Deportivo |
| General Paz Juniors | -     | Libre              |

| Estudiantes (RC)   | 0 - 0 | Sarmiento (L)       |
| Complejo Deportivo | 2 - 0 | Atenas (RC)         |
| Mitre (SdE)        | 1 - 3 | General Paz Juniors |
| Sarmiento (LB)     | -     | Libre               |

| Atenas (RC)         | 0 - 2 | Sarmiento (LB)     |
| General Paz Juniors | 1 - 0 | Estudiantes (RC)   |
| Sarmiento (L)       | 2 - 0 | Complejo Deportivo |
| Mitre (SdE)         | -     | Libre              |

| Sarmiento (LB)     | 2 - 1 | Sarmiento (L)       |
| Estudiantes (RC)   | 1 - 1 | Mitre (SdE)         |
| Complejo Deportivo | 1 - 3 | General Paz Juniors |
| Atenas (RC)        | -     | Libre               |

| General Paz Juniors | 3 - 2 | Sarmiento (LB)     |
| Sarmiento (L)       | 0 - 0 | Atenas (RC)        |
| Mitre (SdE)         | 2 - 0 | Complejo Deportivo |
| Estudiantes (RC)    | -     | Libre              |

| General Paz Juniors | 2 - 2 | Atenas (RC)        |
| Estudiantes (RC)    | 0 - 0 | Complejo Deportivo |
| Mitre (SdE)         | 0 - 0 | Sarmiento (LB)     |
| Sarmiento (L)       | -     | Libre              |

| Atenas (RC)        | 2 - 0 | Mitre (SdE)         |
| Sarmiento (LB)     | 1 - 1 | Estudiantes (RC)    |
| Sarmiento (L)      | 0 - 0 | General Paz Juniors |
| Complejo Deportivo | -     | Libre               |

| Estudiantes (RC)    | 2 - 0 | Atenas (RC)    |
| Mitre (SdE)         | 3 - 0 | Sarmiento (L)  |
| Complejo Deportivo  | 2 - 2 | Sarmiento (LB) |
| General Paz Juniors | -     | Libre          |

| General Paz Juniors | 1 - 1 | Mitre (SdE)        |
| Atenas (RC)         | 2 - 4 | Complejo Deportivo |
| Sarmiento (L)       | 3 - 1 | Estudiantes (RC)   |
| Sarmiento (LB)      | -     | Libre              |

| Estudiantes (RC)   | 0 - 1 | General Paz Juniors |
| Sarmiento (LB)     | 1 - 3 | Atenas (RC)         |
| Complejo Deportivo | 1 - 3 | Sarmiento (L)       |
| Mitre (SdE)        | -     | Libre               |

| General Paz Juniors | 1 - 4 | Complejo Deportivo |
| Sarmiento (L)       | 1 - 1 | Sarmiento (LB)     |
| Mitre (SdE)         | 1 - 0 | Estudiantes (RC)   |
| Atenas (RC)         | -     | Libre              |

| Atenas (RC)        | 2 - 1 | Sarmiento (L)       |
| Sarmiento (LB)     | 1 - 0 | General Paz Juniors |
| Complejo Deportivo | 2 - 0 | Mitre (SdE)         |
| Estudiantes (RC)   | -     | Libre               |

| Complejo Deportivo | 1 - 2 | Estudiantes (RC)    |
| Sarmiento (LB)     | 0 - 0 | Mitre (SdE)         |
| Atenas (RC)        | 2 - 3 | General Paz Juniors |
| Sarmiento (L)      | -     | Libre               |

| General Paz Juniors | 2 - 1 | Sarmiento (L)  |
| Estudiantes (RC)    | 2 - 0 | Sarmiento (LB) |
| Mitre (SdE)         | 3 - 1 | Atenas (RC)    |
| Complejo Deportivo  | -     | Libre          |

| Sarmiento (LB)      | 0 - 0 | Complejo Deportivo |
| Atenas (RC)         | 1 - 2 | Estudiantes (RC)   |
| Sarmiento (L)       | 2 - 1 | Mitre (SdE)        |
| General Paz Juniors | -     | Libre              |

| Estudiantes (RC)   | 0 - 0 | Sarmiento (L)       |
| Mitre (SdE)        | 2 - 1 | General Paz Juniors |
| Complejo Deportivo | 2 - 2 | Atenas (RC)         |
| Sarmiento (LB)     | -     | Libre               |

| General Paz Juniors | 3 - 2 | Estudiantes (RC)   |
| Sarmiento (L)       | 1 - 0 | Complejo Deportivo |
| Atenas (RC)         | 1 - 1 | Sarmiento (LB)     |
| Mitre (SdE)         | -     | Libre              |

| Estudiantes (RC)   | 2 - 0 | Mitre (SdE)         |
| Sarmiento (LB)     | 4 - 1 | Sarmiento (L)       |
| Complejo Deportivo | 1 - 3 | General Paz Juniors |
| Atenas (RC)        | -     | Libre               |

| Sarmiento (L)       | 2 - 0 | Atenas (RC)        |
| Mitre (SdE)         | 3 - 0 | Complejo Deportivo |
| General Paz Juniors | 2 - 1 | Sarmiento (LB)     |
| Estudiantes (RC)    | -     | Libre              |

| Estudiantes (RC)    | 1 - 1 | Complejo Deportivo |
| General Paz Juniors | 1 - 1 | Atenas (RC)        |
| Mitre (SdE)         | 0 - 1 | Sarmiento (LB)     |
| Sarmiento (L)       | -     | Libre              |

| Atenas (RC)        | 4 - 2 | Mitre (SdE)         |
| Sarmiento (LB)     | 0 - 0 | Estudiantes (RC)    |
| Sarmiento (L)      | 1 - 1 | General Paz Juniors |
| Complejo Deportivo | -     | Libre               |

| Mitre (SdE)         | 2 - 2 | Sarmiento (L)  |
| Estudiantes (RC)    | 1 - 0 | Atenas (RC)    |
| Complejo Deportivo  | 0 - 0 | Sarmiento (LB) |
| General Paz Juniors | -     | Libre          |

| General Paz Juniors | 0 - 1 | Mitre (SdE)        |
| Atenas (RC)         | 3 - 1 | Complejo Deportivo |
| Sarmiento (L)       | 2 - 1 | Estudiantes (RC)   |
| Sarmiento (LB)      | -     | Libre              |

| Complejo Deportivo | 1 - 1 | Sarmiento (L)       |
| Estudiantes (RC)   | 3 - 1 | General Paz Juniors |
| Sarmiento (LB)     | 2 - 2 | Atenas (RC)         |
| Mitre (SdE)        | -     | Libre               |

| Mitre (SdE)         | 1 - 1 | Estudiantes (RC)   |
| General Paz Juniors | 0 - 1 | Complejo Deportivo |
| Sarmiento (L)       | 1 - 1 | Sarmiento (LB)     |
| Atenas (RC)         | -     | Libre              |

| Sarmiento (LB)     | 3 - 0 | General Paz Juniors |
| Complejo Deportivo | 1 - 2 | Mitre (SdE)         |
| Atenas (RC)        | 3 - 0 | Sarmiento (L)       |
| Estudiantes (RC)   | -     | Libre               |

### Zona 5
| Zona 5 | Zona 5                  | Zona 5 | Zona 5 | Zona 5 | Zona 5 | Zona 5 | Zona 5 | Zona 5 | Zona 5 |
| Equipo | Equipo                  | Pts    | PJ     | PG     | PE     | PP     | GF     | GC     | DIF    |
| ------ | ----------------------- | ------ | ------ | ------ | ------ | ------ | ------ | ------ | ------ |
| 1      | 9 de Julio (Morteros)   | 50     | 28     | 14     | 8      | 6      | 41     | 18     | 23     |
| 2      | Atlético Paraná         | 45     | 28     | 11     | 12     | 5      | 48     | 29     | 19     |
| 3      | Colegiales (Concordia)  | 39     | 28     | 10     | 9      | 9      | 33     | 43     | -10    |
| 4      | Ben Hur                 | 38     | 28     | 9      | 11     | 8      | 29     | 36     | -7     |
| 5      | Tiro Federal (Morteros) | 37     | 28     | 10     | 7      | 11     | 38     | 32     | 6      |
| 6      | Sportivo Las Heras      | 32     | 28     | 7      | 11     | 10     | 23     | 34     | -11    |
| 7      | 9 de Julio (Rafaela)    | 30     | 28     | 7      | 9      | 12     | 21     | 33     | -12    |
| 8      | Def. de Pronunciamiento | 26     | 28     | 5      | 11     | 12     | 25     | 33     | -8     |

| 9 de Julio (R)   | 0 - 1 | Ben Hur                 |
| Colegiales (C)   | 0 - 0 | 9 de Julio (M)          |
| Atlético Paraná  | 1 - 1 | Def. de Pronunciamiento |
| Tiro Federal (M) | 3 - 0 | Sportivo Las Heras      |

| Def. de Pronunciamiento | 2 - 0 | Colegiales (C)   |
| Sportivo Las Heras      | 2 - 1 | Atlético Paraná  |
| 9 de Julio (M)          | 2 - 0 | 9 de Julio (R)   |
| Ben Hur                 | 2 - 1 | Tiro Federal (M) |

| 9 de Julio (M)  | 0 - 1 | Ben Hur                 |
| 9 de Julio (R)  | 1 - 0 | Def. de Pronunciamiento |
| Colegiales (C)  | 1 - 1 | Sportivo Las Heras      |
| Atlético Paraná | 4 - 0 | Tiro Federal (M)        |

| Def. de Pronunciamiento | 0 - 1 | 9 de Julio (M)  |
| Sportivo Las Heras      | 0 - 1 | 9 de Julio (R)  |
| Tiro Federal (M)        | 0 - 2 | Colegiales (C)  |
| Ben Hur                 | 0 - 0 | Atlético Paraná |

| Colegiales (C)          | 2 - 2 | Atlético Paraná    |
| 9 de Julio (M)          | 2 - 0 | Sportivo Las Heras |
| 9 de Julio (R)          | 1 - 0 | Tiro Federal (M)   |
| Def. de Pronunciamiento | 0 - 0 | Ben Hur            |

| Atlético Paraná    | 1 - 1 | 9 de Julio (R)          |
| Sportivo Las Heras | 0 - 2 | Def. de Pronunciamiento |
| Tiro Federal (M)   | 0 - 0 | 9 de Julio (M)          |
| Ben Hur            | 2 - 2 | Colegiales (C)          |

| Sportivo Las Heras      | 3 - 1 | Ben Hur          |
| 9 de Julio (M)          | 0 - 1 | Atlético Paraná  |
| Def. de Pronunciamiento | 3 - 0 | Tiro Federal (M) |
| 9 de Julio (R)          | 2 - 2 | Colegiales (C)   |

| Def. de Pronunciamiento | 1 - 2 | Atlético Paraná  |
| Ben Hur                 | 1 - 0 | 9 de Julio (R)   |
| 9 de Julio (M)          | 3 - 0 | Colegiales (C)   |
| Sportivo Las Heras      | 0 - 0 | Tiro Federal (M) |

| Atlético Paraná  | 1 - 1 | Sportivo Las Heras      |
| Colegiales (C)   | 3 - 1 | Def. de Pronunciamiento |
| Tiro Federal (M) | 1 - 1 | Ben Hur                 |
| 9 de Julio (R)   | 0 - 2 | 9 de Julio (M)          |

| Ben Hur                 | 1 - 1 | 9 de Julio (M)  |
| Tiro Federal (M)        | 0 - 0 | Atlético Paraná |
| Def. de Pronunciamiento | 1 - 1 | 9 de Julio (R)  |
| Sportivo Las Heras      | 1 - 0 | Colegiales (C)  |

| Atlético Paraná | 2 - 0 | Ben Hur                 |
| Colegiales (C)  | 2 - 1 | Tiro Federal (M)        |
| 9 de Julio (R)  | 0 - 0 | Sportivo Las Heras      |
| 9 de Julio (M)  | 2 - 0 | Def. de Pronunciamiento |

| Tiro Federal (M)   | 3 - 0 | 9 de Julio (R)          |
| Atlético Paraná    | 6 - 0 | Colegiales (C)          |
| Sportivo Las Heras | 1 - 1 | 9 de Julio (M)          |
| Ben Hur            | 2 - 1 | Def. de Pronunciamiento |

| 9 de Julio (R)          | 1 - 1 | Atlético Paraná    |
| 9 de Julio (M)          | 2 - 0 | Tiro Federal (M)   |
| Colegiales (C)          | 2 - 0 | Ben Hur            |
| Def. de Pronunciamiento | 1 - 1 | Sportivo Las Heras |

| Ben Hur          | 0 - 2 | Sportivo Las Heras      |
| Tiro Federal (M) | 2 - 1 | Def. de Pronunciamiento |
| Colegiales (C)   | 4 - 0 | 9 de Julio (R)          |
| Atlético Paraná  | 3 - 1 | 9 de Julio (M)          |

| 9 de Julio (R)   | 2 - 1 | Ben Hur                 |
| Colegiales (C)   | 1 - 0 | 9 de Julio (M)          |
| Tiro Federal (M) | 4 - 0 | Sportivo Las Heras      |
| Atlético Paraná  | 1 - 1 | Def. de Pronunciamiento |

| Sportivo Las Heras      | 2 - 1 | Atlético Paraná  |
| Ben Hur                 | 2 - 1 | Tiro Federal (M) |
| Def. de Pronunciamiento | 1 - 0 | Colegiales (C)   |
| 9 de Julio (M)          | 1 - 0 | 9 de Julio (R)   |

| Atlético Paraná | 3 - 0 | Tiro Federal (M)        |
| 9 de Julio (M)  | 3 - 1 | Ben Hur                 |
| 9 de Julio (R)  | 2 - 0 | Def. de Pronunciamiento |
| Colegiales (C)  | 2 - 2 | Sportivo Las Heras      |

| Tiro Federal (M)        | 0 - 0 | Colegiales (C)  |
| Ben Hur                 | 1 - 1 | Atlético Paraná |
| Def. de Pronunciamiento | 2 - 3 | 9 de Julio (M)  |
| Sportivo Las Heras      | 1 - 0 | 9 de Julio (R)  |

| Def. de Pronunciamiento | 0 - 0 | Ben Hur            |
| 9 de Julio (M)          | 2 - 0 | Sportivo Las Heras |
| Colegiales (C)          | 1 - 7 | Atlético Paraná    |
| 9 de Julio (R)          | 3 - 1 | Tiro Federal (M)   |

| Tiro Federal (M)   | 0 - 0 | 9 de Julio (M)          |
| Ben Hur            | 2 - 1 | Colegiales (C)          |
| Sportivo Las Heras | 1 - 1 | Def. de Pronunciamiento |
| Atlético Paraná    | 0 - 0 | 9 de Julio (R)          |

| Def. de Pronunciamiento | 1 - 2 | Tiro Federal (M) |
| Sportivo Las Heras      | 0 - 1 | Ben Hur          |
| 9 de Julio (R)          | 0 - 1 | Colegiales (C)   |
| 9 de Julio (M)          | 4 - 1 | Atlético Paraná  |

| Ben Hur                 | 2 - 2 | 9 de Julio (R)   |
| Sportivo Las Heras      | 2 - 1 | Tiro Federal (M) |
| Def. de Pronunciamiento | 1 - 1 | Atlético Paraná  |
| 9 de Julio (M)          | 5 - 0 | Colegiales (C)   |

| 9 de Julio (R)   | 3 - 2 | 9 de Julio (M)          |
| Colegiales (C)   | 1 - 1 | Def. de Pronunciamiento |
| Atlético Paraná  | 3 - 1 | Sportivo Las Heras      |
| Tiro Federal (M) | 4 - 1 | Ben Hur                 |

| Ben Hur                 | 0 - 0 | 9 de Julio (M)  |
| Def. de Pronunciamiento | 2 - 0 | 9 de Julio (R)  |
| Sportivo Las Heras      | 1 - 2 | Colegiales (C)  |
| Tiro Federal (M)        | 4 - 0 | Atlético Paraná |

| 9 de Julio (R)  | 0 - 0 | Sportivo Las Heras      |
| 9 de Julio (M)  | 2 - 0 | Def. de Pronunciamiento |
| Colegiales (C)  | 0 - 3 | Tiro Federal (M)        |
| Atlético Paraná | 2 - 2 | Ben Hur                 |

| Sportivo Las Heras | 0 - 0 | 9 de Julio (M)          |
| Atlético Paraná    | 0 - 1 | Colegiales (C)          |
| Tiro Federal (M)   | 2 - 0 | 9 de Julio (R)          |
| Ben Hur            | 1 - 1 | Def. de Pronunciamiento |

| Def. de Pronunciamiento | 0 - 0 | Sportivo Las Heras |
| 9 de Julio (M)          | 2 - 2 | Tiro Federal (M)   |
| Colegiales (C)          | 3 - 0 | Ben Hur            |
| 9 de Julio (R)          | 1 - 2 | Atlético Paraná    |

| Atlético Paraná  | 1 - 0 | 9 de Julio (M)          |
| Colegiales (C)   | 0 - 0 | 9 de Julio (R)          |
| Tiro Federal (M) | 3 - 0 | Def. de Pronunciamiento |
| Ben Hur          | 3 - 1 | Sportivo Las Heras      |

### Zona 6
| Zona 6 | Zona 6                       | Zona 6 | Zona 6 | Zona 6 | Zona 6 | Zona 6 | Zona 6 | Zona 6 | Zona 6 |
| Equipo | Equipo                       | Pts    | PJ     | PG     | PE     | PP     | GF     | GC     | DIF    |
| ------ | ---------------------------- | ------ | ------ | ------ | ------ | ------ | ------ | ------ | ------ |
| 1      | Guaraní Antonio Franco       | 40     | 24     | 11     | 7      | 6      | 34     | 25     | 9      |
| 2      | Chaco For Ever               | 37     | 24     | 8      | 13     | 3      | 27     | 18     | 9      |
| 3      | San Martín de Formosa        | 36     | 24     | 10     | 6      | 8      | 21     | 24     | -3     |
| 4      | Sarmiento de Resistencia     | 36     | 24     | 10     | 6      | 8      | 23     | 19     | 4      |
| 5      | Sportivo Patria              | 30     | 24     | 6      | 12     | 6      | 22     | 23     | -1     |
| 6      | Jorge Gibson Brown (Posadas) | 23     | 24     | 5      | 8      | 11     | 24     | 32     | -8     |
| 7      | Textil Mandiyú               | 20     | 24     | 4      | 8      | 12     | 24     | 34     | -10    |

| Chaco For Ever         | 0 - 0 | Textil Mandiyú           |
| San Martín de Formosa  | 1 - 1 | Sportivo Patria          |
| Guaraní Antonio Franco | 1 - 0 | Sarmiento de Resistencia |
| Jorge Gibson Brown     | -     | Libre                    |

| Textil Mandiyú           | 3 - 0 | Jorge Gibson Brown    |
| Sportivo Patria          | 0 - 0 | Chaco For Ever        |
| Sarmiento de Resistencia | 0 - 2 | San Martín de Formosa |
| Guaraní Antonio Franco   | -     | Libre                 |

| Jorge Gibson Brown    | 2 - 2 | Sportivo Patria          |
| Chaco For Ever        | 1 - 0 | Sarmiento de Resistencia |
| San Martín de Formosa | 1 - 1 | Guaraní Antonio Franco   |
| Textil Mandiyú        | -     | Libre                    |

| Guaraní Antonio Franco   | 2 - 1 | Chaco For Ever     |
| Sportivo Patria          | 1 - 0 | Textil Mandiyú     |
| Sarmiento de Resistencia | 0 - 0 | Jorge Gibson Brown |
| San Martín de Formosa    | -     | Libre              |

| Textil Mandiyú     | 2 - 3 | Sarmiento de Resistencia |
| Chaco For Ever     | 1 - 1 | San Martín de Formosa    |
| Jorge Gibson Brown | 1 - 2 | Guaraní Antonio Franco   |
| Sportivo Patria    | -     | Libre                    |

| San Martín de Formosa    | 1 - 2 | Jorge Gibson Brown |
| Guaraní Antonio Franco   | 4 - 2 | Textil Mandiyú     |
| Sarmiento de Resistencia | 2 - 2 | Sportivo Patria    |
| Chaco For Ever           | -     | Libre              |

| Textil Mandiyú           | 0 - 1 | San Martín de Formosa  |
| Sportivo Patria          | 0 - 2 | Guaraní Antonio Franco |
| Jorge Gibson Brown       | 0 - 0 | Chaco For Ever         |
| Sarmiento de Resistencia | -     | Libre                  |

| Textil Mandiyú           | 1 - 1         | Chaco For Ever         |
| Sarmiento de Resistencia | 1 - 0         | Guaraní Antonio Franco |
| Sportivo Patria          | (0 - 0) 0 - 1 | San Martín de Formosa  |
| Jorge Gibson Brown       | -             | Libre                  |

| Chaco For Ever         | 5 - 1 | Sportivo Patria          |
| San Martín de Formosa  | 1 - 0 | Sarmiento de Resistencia |
| Jorge Gibson Brown     | 1 - 1 | Textil Mandiyú           |
| Guaraní Antonio Franco | -     | Libre                    |

| Sportivo Patria          | 1 - 0 | Jorge Gibson Brown    |
| Guaraní Antonio Franco   | 3 - 0 | San Martín de Formosa |
| Sarmiento de Resistencia | 1 - 1 | Chaco For Ever        |
| Textil Mandiyú           | -     | Libre                 |

| Chaco For Ever        | 1 - 0 | Guaraní Antonio Franco   |
| Textil Mandiyú        | 0 - 1 | Sportivo Patria          |
| Jorge Gibson Brown    | 0 - 1 | Sarmiento de Resistencia |
| San Martín de Formosa | -     | Libre                    |

| Sarmiento de Resistencia | 3 - 0 | Textil Mandiyú     |
| San Martín de Formosa    | 1 - 1 | Chaco For Ever     |
| Guaraní Antonio Franco   | 0 - 3 | Jorge Gibson Brown |
| Sportivo Patria          | -     | Libre              |

| Jorge Gibson Brown | 2 - 0 | San Martín de Formosa    |
| Textil Mandiyú     | 1 - 1 | Guaraní Antonio Franco   |
| Sportivo Patria    | 2 - 0 | Sarmiento de Resistencia |
| Chaco For Ever     | -     | Libre                    |

| San Martín de Formosa    | 0 - 0 | Textil Mandiyú     |
| Chaco For Ever           | 1 - 0 | Jorge Gibson Brown |
| Guaraní Antonio Franco   | 0 - 0 | Sportivo Patria    |
| Sarmiento de Resistencia | -     | Libre              |

| San Martín de Formosa  | 0 - 2 | Sportivo Patria          |
| Chaco For Ever         | 0 - 1 | Textil Mandiyú           |
| Guaraní Antonio Franco | 0 - 1 | Sarmiento de Resistencia |
| Jorge Gibson Brown     | -     | Libre                    |

| Sportivo Patria          | 0 - 1 | Chaco For Ever        |
| Textil Mandiyú           | 1 - 1 | Jorge Gibson Brown    |
| Sarmiento de Resistencia | 2 - 0 | San Martín de Formosa |
| Guaraní Antonio Franco   | -     | Libre                 |

| San Martín de Formosa | 2 - 1 | Guaraní Antonio Franco   |
| Chaco For Ever        | 1 - 0 | Sarmiento de Resistencia |
| Jorge Gibson Brown    | 1 - 1 | Sportivo Patria          |
| Textil Mandiyú        | -     | Libre                    |

| Sportivo Patria          | 1 - 1 | Textil Mandiyú     |
| Guaraní Antonio Franco   | 2 - 1 | Chaco For Ever     |
| Sarmiento de Resistencia | 0 - 1 | Jorge Gibson Brown |
| San Martín de Formosa    | -     | Libre              |

| Textil Mandiyú     | 1 - 3 | Sarmiento de Resistencia |
| Chaco For Ever     | 2 - 0 | San Martín de Formosa    |
| Jorge Gibson Brown | 1 - 3 | Guaraní Antonio Franco   |
| Sportivo Patria    | -     | Libre                    |

| San Martín de Formosa    | 1 - 0 | Jorge Gibson Brown |
| Guaraní Antonio Franco   | 3 - 0 | Textil Mandiyú     |
| Sarmiento de Resistencia | 0 - 0 | Sportivo Patria    |
| Chaco For Ever           | -     | Libre              |

| Textil Mandiyú           | 1 - 2 | San Martín de Formosa  |
| Sportivo Patria          | 1 - 1 | Guaraní Antonio Franco |
| Jorge Gibson Brown       | 2 - 2 | Chaco For Ever         |
| Sarmiento de Resistencia | -     | Libre                  |

| Textil Mandiyú           | 1 - 2 | Chaco For Ever         |
| Sportivo Patria          | 2 - 0 | San Martín de Formosa  |
| Sarmiento de Resistencia | 1 - 1 | Guaraní Antonio Franco |
| Jorge Gibson Brown       | -     | Libre                  |

| San Martín de Formosa  | 1 - 0 | Sarmiento de Resistencia |
| Chaco For Ever         | 0 - 0 | Sportivo Patria          |
| Jorge Gibson Brown     | 2 - 3 | Textil Mandiyú           |
| Guaraní Antonio Franco | -     | Libre                    |

| Sarmiento de Resistencia | 1 - 1 | Chaco For Ever        |
| Sportivo Patria          | 1 - 2 | Jorge Gibson Brown    |
| Guaraní Antonio Franco   | 2 - 1 | San Martín de Formosa |
| Textil Mandiyú           | -     | Libre                 |

| Chaco For Ever        | 2 - 2 | Guaraní Antonio Franco   |
| Textil Mandiyú        | 2 - 2 | Sportivo Patria          |
| Jorge Gibson Brown    | 0 - 1 | Sarmiento de Resistencia |
| San Martín de Formosa | -     | Libre                    |

| San Martín de Formosa    | 0 - 0 | Chaco For Ever     |
| Guaraní Antonio Franco   | 2 - 0 | Jorge Gibson Brown |
| Sarmiento de Resistencia | 2 - 1 | Textil Mandiyú     |
| Sportivo Patria          | -     | Libre              |

| Sportivo Patria    | 0 - 1 | Sarmiento de Resistencia |
| Jorge Gibson Brown | 1 - 3 | San Martín de Formosa    |
| Textil Mandiyú     | 3 - 0 | Guaraní Antonio Franco   |
| Chaco For Ever     | -     | Libre                    |

| Guaraní Antonio Franco   | 1 - 1 | Sportivo Patria    |
| Chaco For Ever           | 2 - 2 | Jorge Gibson Brown |
| San Martín de Formosa    | 1 - 0 | Textil Mandiyú     |
| Sarmiento de Resistencia | -     | Libre              |

### Zona 7
| Zona 7 | Zona 7            | Zona 7 | Zona 7 | Zona 7 | Zona 7 | Zona 7 | Zona 7 | Zona 7 | Zona 7 |
| Equipo | Equipo            | Pts    | PJ     | PG     | PE     | PP     | GF     | GC     | DIF    |
| ------ | ----------------- | ------ | ------ | ------ | ------ | ------ | ------ | ------ | ------ |
| 1      | San Martín (M)    | 48     | 28     | 12     | 12     | 4      | 31     | 26     | 5      |
| 2      | Unión (VK)        | 43     | 28     | 11     | 10     | 7      | 42     | 38     | 4      |
| 3      | Huracán Las Heras | 40     | 28     | 10     | 10     | 8      | 30     | 30     | 0      |
| 4      | Guaymallén        | 39     | 28     | 9      | 12     | 7      | 33     | 28     | 5      |
| 5      | Gimnasia (M)      | 37     | 28     | 9      | 10     | 9      | 43     | 33     | 10     |
| 6      | Juventud Alianza  | 33     | 28     | 9      | 6      | 13     | 26     | 32     | -6     |
| 7      | Trinidad          | 30     | 28     | 7      | 9      | 12     | 27     | 41     | -14    |
| 8      | Sportivo Del Bono | 30     | 28     | 7      | 9      | 12     | 27     | 41     | -14    |

| San Martín (M)    | 0 - 0        | Huracán Las Heras |
| Sportivo Del Bono | 1 - 1        | Juventud Alianza  |
| Gimnasia (M)      | 3 - 1        | Guaymallén        |
| Unión (VK)        | 1 - 1(0 - 1) | Trinidad          |

| Huracán Las Heras | 3 - 1 | Sportivo Del Bono |
| Guaymallén        | 0 - 0 | Unión (VK)        |
| Juventud Alianza  | 1 - 0 | Gimnasia (M)      |
| Trinidad          | 2 - 2 | San Martín (M)    |

| Trinidad       | 1 - 3 | Huracán Las Heras |
| San Martín (M) | 0 - 0 | Guaymallén        |
| Unión (VK)     | 2 - 1 | Juventud Alianza  |
| Gimnasia (M)   | 3 - 0 | Sportivo Del Bono |

| Huracán Las Heras | 1 - 1 | Gimnasia (M)   |
| Guaymallén        | 1 - 1 | Trinidad       |
| Sportivo Del Bono | 1 - 1 | Unión (VK)     |
| Juventud Alianza  | 2 - 3 | San Martín (M) |

| Trinidad       | 0 - 1 | Juventud Alianza  |
| Unión (VK)     | 3 - 1 | Gimnasia (M)      |
| Guaymallén     | 1 - 0 | Huracán Las Heras |
| San Martín (M) | 2 - 0 | Sportivo Del Bono |

| Huracán Las Heras | 1 - 3 | Unión (VK)     |
| Sportivo Del Bono | 0 - 0 | Trinidad       |
| Gimnasia (M)      | 1 - 2 | San Martín (M) |
| Juventud Alianza  | 1 - 2 | Guaymallén     |

| San Martín (M)   | 1 - 0 | Unión (VK)        |
| Trinidad         | 1 - 1 | Gimnasia (M)      |
| Guaymallén       | 3 - 2 | Sportivo Del Bono |
| Juventud Alianza | 0 - 0 | Huracán Las Heras |

| Trinidad          | 1 - 1 | Unión (VK)        |
| Huracán Las Heras | 0 - 3 | San Martín (M)    |
| Guaymallén        | 1 - 1 | Gimnasia (M)      |
| Juventud Alianza  | 2 - 0 | Sportivo Del Bono |

| San Martín (M)    | 3 - 1 | Trinidad          |
| Sportivo Del Bono | 2 - 0 | Huracán Las Heras |
| Gimnasia (M)      | 3 - 0 | Juventud Alianza  |
| Unión (VK)        | 2 - 0 | Guaymallén        |

| Juventud Alianza  | 1 - 2 | Unión (VK)     |
| Guaymallén        | 1 - 1 | San Martín (M) |
| Sportivo Del Bono | 1 - 1 | Gimnasia (M)   |
| Huracán Las Heras | 1 - 0 | Trinidad       |

| Gimnasia (M)   | 1 - 1 | Huracán Las Heras |
| Trinidad       | 3 - 1 | Guaymallén        |
| Unión (VK)     | 2 - 1 | Sportivo Del Bono |
| San Martín (M) | 2 - 1 | Juventud Alianza  |

| Juventud Alianza  | 1 - 0 | Trinidad       |
| Sportivo Del Bono | 3 - 1 | San Martín (M) |
| Gimnasia (M)      | 3 - 0 | Unión (VK)     |
| Huracán Las Heras | 1 - 1 | Guaymallén     |

| Guaymallén     | 2 - 0 | Juventud Alianza  |
| Unión (VK)     | 1 - 1 | Huracán Las Heras |
| Trinidad       | 0 - 1 | Sportivo Del Bono |
| San Martín (M) | 0 - 0 | Gimnasia (M)      |

| Huracán Las Heras | 0 - 0 | Juventud Alianza |
| Sportivo Del Bono | 1 - 1 | Guaymallén       |
| Gimnasia (M)      | 3 - 1 | Trinidad         |
| Unión (VK)        | 2 - 2 | San Martín (M)   |

| Sportivo Del Bono | 0 - 2 | Juventud Alianza  |
| San Martín (M)    | 3 - 1 | Huracán Las Heras |
| Gimnasia (M)      | 2 - 3 | Guaymallén        |
| Unión (VK)        | 2 - 2 | Trinidad          |

| Huracán Las Heras | 4 - 1 | Sportivo Del Bono |
| Guaymallén        | 3 - 1 | Unión (VK)        |
| Juventud Alianza  | 1 - 1 | Gimnasia (M)      |
| Trinidad          | 2 - 1 | San Martín (M)    |

| Gimnasia (M)   | 5 - 0 | Sportivo Del Bono |
| Unión (VK)     | 4 - 2 | Juventud Alianza  |
| Trinidad       | 0 - 1 | Huracán Las Heras |
| San Martín (M) | 0 - 0 | Guaymallén        |

| Guaymallén        | 1 - 1 | Trinidad       |
| Huracán Las Heras | 2 - 1 | Gimnasia (M)   |
| Sportivo Del Bono | 2 - 1 | Unión (VK)     |
| Juventud Alianza  | 1 - 0 | San Martín (M) |

| San Martín (M) | 0 - 0 | Sportivo Del Bono |
| Trinidad       | 1 - 0 | Juventud Alianza  |
| Guaymallén     | 3 - 1 | Huracán Las Heras |
| Unión (VK)     | 0 - 0 | Gimnasia (M)      |

| Gimnasia (M)      | 1 - 2 | San Martín (M) |
| Sportivo Del Bono | 1 - 1 | Trinidad       |
| Juventud Alianza  | 2 - 0 | Guaymallén     |
| Huracán Las Heras | 1 - 1 | Unión (VK)     |

| San Martín (M)   | 6 - 4 | Unión (VK)        |
| Guaymallén       | 1 - 0 | Sportivo Del Bono |
| Trinidad         | 2 - 1 | Gimnasia (M)      |
| Juventud Alianza | 1 - 2 | Huracán Las Heras |

| Trinidad          | 3 - 2 | Unión (VK)        |
| Juventud Alianza  | 2 - 0 | Sportivo Del Bono |
| Huracán Las Heras | 0 - 0 | San Martín (M)    |
| Guaymallén        | 0 - 0 | Gimnasia (M)      |

| Sportivo Del Bono | 3 - 0          | Huracán Las Heras |
| Unión (VK)        | 1 - 0          | Guaymallén        |
| Gimnasia (M)      | 2 - 1          | Juventud Alianza  |
| San Martín (M)    | (0 - 0)(0 - 1) | Trinidad          |

| Sportivo Del Bono | 0 - 0 | Gimnasia (M)   |
| Juventud Alianza  | 0 - 1 | Unión (VK)     |
| Huracán Las Heras | 1 - 0 | Trinidad       |
| Guaymallén        | 0 - 0 | San Martín (M) |

| San Martín (M) | 1 - 2 | Juventud Alianza  |
| Unión (VK)     | 3 - 2 | Sportivo Del Bono |
| Trinidad       | 1 - 6 | Guaymallén        |
| Gimnasia (M)   | 2 - 1 | Huracán Las Heras |

| Huracán Las Heras | 1 - 0 | Guaymallén     |
| Sportivo Del Bono | 1 - 1 | San Martín (M) |
| Juventud Alianza  | 0 - 0 | Trinidad       |
| Gimnasia (M)      | 1 - 2 | Unión (VK)     |

| Guaymallén     | 0 - 0 | Juventud Alianza  |
| San Martín (M) | 2 - 0 | Gimnasia (M)      |
| Trinidad       | 0 - 1 | Sportivo Del Bono |
| Unión (VK)     | 0 - 0 | Huracán Las Heras |

| Unión (VK)        | 1 - 1 | San Martín (M)   |
| Gimnasia (M)      | 5 - 2 | Trinidad         |
| Sportivo Del Bono | 2 - 1 | Guaymallén       |
| Huracán Las Heras | 3 - 0 | Juventud Alianza |

### Zona 8
| Zona 8 | Zona 8               | Zona 8 | Zona 8 | Zona 8 | Zona 8 | Zona 8 | Zona 8 | Zona 8 | Zona 8 |
| Equipo | Equipo               | Pts    | PJ     | PG     | PE     | PP     | GF     | GC     | DIF    |
| ------ | -------------------- | ------ | ------ | ------ | ------ | ------ | ------ | ------ | ------ |
| 1      | Atlético Concepción  | 37     | 24     | 10     | 7      | 7      | 34     | 32     | 2      |
| 2      | San Jorge (T)        | 36     | 24     | 9      | 9      | 6      | 32     | 29     | 3      |
| 3      | Atlético Policial    | 34     | 24     | 9      | 7      | 8      | 41     | 33     | 8      |
| 4      | Talleres (P)         | 31     | 24     | 8      | 7      | 9      | 30     | 36     | -6     |
| 5      | Altos Hornos Zapla   | 31     | 24     | 7      | 10     | 7      | 30     | 29     | 1      |
| 6      | Sportivo Villa Cubas | 28     | 24     | 7      | 7      | 10     | 24     | 29     | -5     |
| 7      | Concepción F.C.      | 28     | 24     | 7      | 7      | 10     | 24     | 31     | -7     |

| Atlético Policial    | 3 - 0 | Talleres (P)        |
| Concepción F.C.      | 0 - 3 | Atlético Concepción |
| Altos Hornos Zapla   | 1 - 0 | San Jorge (T)       |
| Sportivo Villa Cubas | -     | Libre               |

| San Jorge (T)       | 0 - 1 | Concepción F.C.      |
| Talleres (P)        | 2 - 0 | Altos Hornos Zapla   |
| Atlético Concepción | 2 - 1 | Sportivo Villa Cubas |
| Atlético Policial   | -     | Libre                |

| Altos Hornos Zapla   | 1 - 1 | Atlético Policial |
| Sportivo Villa Cubas | 0 - 1 | San Jorge (T)     |
| Concepción F.C.      | 2 - 2 | Talleres (P)      |
| Atlético Concepción  | -     | Libre             |

| Talleres (P)       | 1 - 0 | Sportivo Villa Cubas |
| San Jorge (T)      | 1 - 2 | Atlético Concepción  |
| Atlético Policial  | 3 - 1 | Concepción F.C.      |
| Altos Hornos Zapla | -     | Libre                |

| Concepción F.C.      | 1 - 0 | Altos Hornos Zapla |
| Atlético Concepción  | 0 - 0 | Talleres (P)       |
| Sportivo Villa Cubas | 1 - 0 | Atlético Policial  |
| San Jorge (T)        | -     | Libre              |

| Atlético Policial  | 3 - 2 | Atlético Concepción  |
| Altos Hornos Zapla | 4 - 1 | Sportivo Villa Cubas |
| Talleres (P)       | 4 - 2 | San Jorge (T)        |
| Concepción F.C.    | -     | Libre                |

| Sportivo Villa Cubas | 0 - 1 | Concepción F.C.    |
| Atlético Concepción  | 2 - 1 | Altos Hornos Zapla |
| San Jorge (T)        | 4 - 3 | Atlético Policial  |
| Talleres (P)         | -     | Libre              |

| San Jorge (T)        | 1 - 1 | Altos Hornos Zapla |
| Talleres (P)         | 1 - 0 | Atlético Policial  |
| Atlético Concepción  | 1 - 1 | Concepción F.C.    |
| Sportivo Villa Cubas | -     | Libre              |

| Sportivo Villa Cubas | 3 - 1 | Atlético Concepción |
| Altos Hornos Zapla   | 1 - 1 | Talleres (P)        |
| Concepción F.C.      | 2 - 1 | San Jorge (T)       |
| Atlético Policial    | -     | Libre               |

| Talleres (P)        | 3 - 1 | Concepción F.C.      |
| San Jorge (T)       | 1 - 1 | Sportivo Villa Cubas |
| Atlético Policial   | 6 - 2 | Altos Hornos Zapla   |
| Atlético Concepción | -     | Libre                |

| Atlético Concepción  | 0 - 0 | San Jorge (T)     |
| Sportivo Villa Cubas | 3 - 1 | Talleres (P)      |
| Concepción F.C.      | 1 - 1 | Atlético Policial |
| Altos Hornos Zapla   | -     | Libre             |

| Altos Hornos Zapla | 3 - 0 | Concepción F.C.      |
| Talleres (P)       | 2 - 1 | Atlético Concepción  |
| Atlético Policial  | 1 - 0 | Sportivo Villa Cubas |
| San Jorge (T)      | -     | Libre                |

| San Jorge (T)        | 1 - 0 | Talleres (P)       |
| Sportivo Villa Cubas | 1 - 1 | Altos Hornos Zapla |
| Atlético Concepción  | 1 - 0 | Atlético Policial  |
| Concepción F.C.      | -     | Libre              |

| Atlético Policial  | 2 - 2 | San Jorge (T)        |
| Altos Hornos Zapla | 2 - 2 | Atlético Concepción  |
| Concepción F.C.    | 0 - 1 | Sportivo Villa Cubas |
| Talleres (P)       | -     | Libre                |

| Altos Hornos Zapla   | 1 - 0         | San Jorge (T)       |
| Atlético Policial    | 1 - 1         | Talleres (P)        |
| Concepción F.C.      | 3 - 2 (0 - 2) | Atlético Concepción |
| Sportivo Villa Cubas | -             | Libre               |

| Talleres (P)        | 1 - 1 | Altos Hornos Zapla   |
| San Jorge (T)       | 1 - 0 | Concepción F.C.      |
| Atlético Concepción | 2 - 0 | Sportivo Villa Cubas |
| Atlético Policial   | -     | Libre                |

| Sportivo Villa Cubas | 1 - 2 | San Jorge (T)     |
| Concepción F.C.      | 3 - 0 | Talleres (P)      |
| Altos Hornos Zapla   | 1 - 1 | Atlético Policial |
| Atlético Concepción  | -     | Libre             |

| San Jorge (T)      | 3 - 5         | Atlético Concepción  |
| Atlético Policial  | 4 - 3         | Concepción F.C.      |
| Talleres (P)       | 2 - 0 (0 - 1) | Sportivo Villa Cubas |
| Altos Hornos Zapla | -             | Libre                |

| Concepción F.C.      | 0 - 1 | Altos Hornos Zapla |
| Atlético Concepción  | 1 - 1 | Talleres (P)       |
| Sportivo Villa Cubas | 3 - 3 | Atlético Policial  |
| San Jorge (T)        | -     | Libre              |

| Talleres (P)       | 1 - 2 | San Jorge (T)        |
| Altos Hornos Zapla | 2 - 1 | Sportivo Villa Cubas |
| Atlético Policial  | 1 - 2 | Atlético Concepción  |
| Concepción F.C.    | -     | Libre                |

| San Jorge (T)        | 2 - 1 | Atlético Policial  |
| Sportivo Villa Cubas | 1 - 1 | Concepción F.C.    |
| Atlético Concepción  | 2 - 1 | Altos Hornos Zapla |
| Talleres (P)         | -     | Libre              |

| Atlético Concepción  | 1 - 3 | Concepción F.C.    |
| San Jorge (T)        | 1 - 1 | Altos Hornos Zapla |
| Talleres (P)         | 0 - 2 | Atlético Policial  |
| Sportivo Villa Cubas | -     | Libre              |

| Concepción F.C.      | 0 - 0 | San Jorge (T)       |
| Altos Hornos Zapla   | 2 - 1 | Talleres (P)        |
| Sportivo Villa Cubas | 1 - 0 | Atlético Concepción |
| Atlético Policial    | -     | Libre               |

| San Jorge (T)       | 0 - 0 | Sportivo Villa Cubas |
| Atlético Policial   | 1 - 0 | Altos Hornos Zapla   |
| Talleres (P)        | 4 - 1 | Concepción F.C.      |
| Atlético Concepción | -     | Libre                |

| Atlético Concepción  | 2 - 2 | San Jorge (T)     |
| Sportivo Villa Cubas | 1 - 2 | Talleres (P)      |
| Concepción F.C.      | 2 - 1 | Atlético Policial |
| Altos Hornos Zapla   | -     | Libre             |

| Altos Hornos Zapla | 0 - 0 | Concepción F.C.      |
| Talleres (P)       | 1 - 1 | Atlético Concepción  |
| Atlético Policial  | 1 - 2 | Sportivo Villa Cubas |
| San Jorge (T)      | -     | Libre                |

| Sportivo Villa Cubas | 2 - 2 | Altos Hornos Zapla |
| Atlético Concepción  | 1 - 2 | Atlético Policial  |
| San Jorge (T)        | 4 - 1 | Talleres (P)       |
| Concepción F.C.      | -     | Libre              |

| Atlético Policial  | 0 - 0 | San Jorge (T)        |
| Altos Hornos Zapla | 2 - 0 | Atlético Concepción  |
| Concepción F.C.    | 0 - 0 | Sportivo Villa Cubas |
| Talleres (P)       | -     | Libre                |

## Tabla de descenso
| Pos | Equipo                        | PTS | PJ | Promedio |
| --- | ----------------------------- | --- | -- | -------- |
| 2   | Boca (RG)                     | 55  | 28 | 1,964    |
| 3   | Madryn                        | 52  | 28 | 1,857    |
| 4   | 9 de Julio (M)                | 50  | 28 | 1,785    |
| 5   | San Martín (Mendoza)          | 48  | 28 | 1,714    |
| 6   | Once Tigres                   | 47  | 28 | 1,678    |
| 7   | Guaraní Antonio Franco        | 40  | 24 | 1,666    |
| 8   | Huracán (CR)                  | 46  | 28 | 1,642    |
| 9   | General Paz Juniors           | 39  | 24 | 1,625    |
| 10  | Paraná                        | 45  | 28 | 1,607    |
| 11  | Sportivo (LP)                 | 37  | 24 | 1,541    |
| 12  | Chaco For Ever                | 37  | 24 | 1,541    |
| 13  | Concepción (BSR)              | 37  | 24 | 1,541    |
| 14  | Unión (VK)                    | 43  | 28 | 1,535    |
| 15  | Alvarado                      | 43  | 28 | 1,535    |
| 16  | Ferrocarril Sud (O)           | 43  | 28 | 1,535    |
| 17  | Villa Mitre                   | 42  | 28 | 1,500    |
| 18  | General Roca                  | 42  | 28 | 1,500    |
| 19  | Sarmiento (R)                 | 36  | 24 | 1,500    |
| 20  | General San Martín            | 36  | 24 | 1,500    |
| 21  | Juventud Unida (G)            | 35  | 24 | 1,458    |
| 22  | Mitre (SdE)                   | 35  | 24 | 1,458    |
| 23  | El Linqueño                   | 35  | 24 | 1,458    |
| 24  | Liniers (BB)                  | 40  | 28 | 1,428    |
| 25  | Huracán Las Heras             | 40  | 28 | 1,428    |
| 26  | Policial                      | 34  | 24 | 1,416    |
| 27  | Sarmiento (LB)                | 34  | 24 | 1,416    |
| 28  | Estudiantes (RC)              | 34  | 24 | 1,416    |
| 29  | At. Colegiales                | 39  | 28 | 1,392    |
| 30  | Guaymallén                    | 39  | 28 | 1,392    |
| 31  | San Jorge Junior              | 33  | 24 | 1,375    |
| 32  | Ben Hur                       | 38  | 28 | 1,357    |
| 33  | Sarmiento de Leones           | 32  | 24 | 1,333    |
| 34  | Talleres (P)                  | 32  | 24 | 1,333    |
| 35  | Tiro Federal (M)              | 37  | 28 | 1,321    |
| 36  | Jorge Newbery (VT)            | 31  | 24 | 1,291    |
| 37  | Gimnasia y Esgrima (M)        | 36  | 28 | 1,285    |
| 38  | Patria                        | 30  | 24 | 1,250    |
| 39  | Bella Vista (BB)              | 35  | 28 | 1,250    |
| 40  | Juventud Alianza              | 35  | 28 | 1,250    |
| 41  | La Emilia                     | 29  | 24 | 1,208    |
| 42  | Alvear                        | 28  | 24 | 1,166    |
| 43  | Concepción                    | 28  | 24 | 1,166    |
| 44  | Villa Cubas                   | 28  | 24 | 1,166    |
| 45  | Grupo Universitario           | 32  | 28 | 1,142    |
| 46  | Las Heras                     | 32  | 28 | 1,142    |
| 47  | San Jorge                     | 27  | 24 | 1,125    |
| 48  | Cruz del Sur                  | 31  | 28 | 1,107    |
| 49  | Jorge Newbery (CR)            | 30  | 28 | 1,071    |
| 50  | Trinidad                      | 30  | 28 | 1,071    |
| 51  | Maronese                      | 30  | 28 | 1,071    |
| 52  | 9 de Julio (R)                | 30  | 28 | 1,071    |
| 53  | Del Bono                      | 30  | 28 | 1,071    |
| 54  | Atenas (RC)                   | 24  | 24 | 1,000    |
| 55  | Racing (T)                    | 27  | 28 | 0,964    |
| 56  | Jorge Gibson Brown            | 23  | 24 | 0,958    |
| 57  | Teniente Origone              | 23  | 24 | 0,958    |
| 58  | Defensores de Pronunciamiento | 26  | 28 | 0,926    |
| 59  | Independiente (T)             | 25  | 28 | 0,893    |
| 60  | Textil Mandiyú                | 20  | 24 | 0,833    |

|  | Los equipos que ocupen esta posición jugarán una promoción con un equipo del Torneo del Interior al final de temporada. |
|  | Los equipos que ocupen esta posición descenderán al Torneo del Interior al final de temporada.                          |

## Segunda fase
Clasificarán a la siguiente fase los 2 mejores equipos de cada zona y los dos mejores terceros de todas las zonas.

### Zona A
| Equipo              | Pts | PJ | PG | PE | PP | GF | GC | Dif |
| ------------------- | --- | -- | -- | -- | -- | -- | -- | --- |
| Deportivo Roca      | 10  | 6  | 3  | 1  | 2  | 10 | 10 | 0   |
| Deportivo Madryn    | 9   | 6  | 3  | 0  | 3  | 10 | 8  | 2   |
| Huracán (CR)        | 8   | 6  | 2  | 2  | 2  | 5  | 9  | -4  |
| Boca (Río Gallegos) | 7   | 6  | 2  | 1  | 3  | 7  | 5  | 2   |

| Boca (Río Gallegos) | 3 - 0 | Deportivo Madryn |
| Deportivo Roca      | 3 - 1 | Huracán (CR)     |

| Deportivo Madryn | 1 - 0 | Boca (Río Gallegos) |
| Huracán (CR)     | 1 - 1 | Deportivo Roca      |

| Deportivo Madryn | 3 - 1 | Deportivo Roca      |
| Huracán (CR)     | 1 - 0 | Boca (Río Gallegos) |

| Deportivo Roca      | 3 - 2 | Deportivo Madryn |
| Boca (Río Gallegos) | 1 - 1 | Huracán (CR)     |

| Boca (Río Gallegos) | 2 - 0 | Deportivo Roca   |
| Huracán (CR)        | 1 - 0 | Deportivo Madryn |

| Deportivo Madryn | 4 - 0 | Huracán (CR)        |
| Deportivo Roca   | 2 - 1 | Boca (Río Gallegos) |

### Zona B
| Equipo           | Pts | PJ | PG | PE | PP | GF | GC | Dif |
| ---------------- | --- | -- | -- | -- | -- | -- | -- | --- |
| Villa Mitre      | 12  | 6  | 4  | 0  | 2  | 14 | 12 | 2   |
| Alvarado         | 9   | 6  | 3  | 0  | 3  | 7  | 7  | 0   |
| Ferro Carril Sud | 7   | 6  | 2  | 1  | 3  | 8  | 8  | 0   |
| Once Tigres      | 7   | 6  | 2  | 1  | 3  | 9  | 11 | -2  |

| Once Tigres | 3 - 2 | Villa Mitre      |
| Alvarado    | 2 - 1 | Ferro Carril Sud |

| Ferro Carril Sud | 2 - 0 | Alvarado    |
| Villa Mitre      | 6 - 2 | Once Tigres |

| Villa Mitre      | 1 - 0 | Alvarado    |
| Ferro Carril Sud | 1 - 1 | Once Tigres |

| Alvarado    | 4 - 0 | Villa Mitre      |
| Once Tigres | 0 - 1 | Ferro Carril Sud |

| Once Tigres      | 3 - 0 | Alvarado    |
| Ferro Carril Sud | 2 - 3 | Villa Mitre |

| Villa Mitre | 2 - 1 | Ferro Carril Sud |
| Alvarado    | 1 - 0 | Once Tigres      |

### Zona C
| Equipo                | Pts | PJ | PG | PE | PP | GF | GC | Dif |
| --------------------- | --- | -- | -- | -- | -- | -- | -- | --- |
| Sportivo Las Parejas  | 10  | 6  | 3  | 1  | 2  | 8  | 6  | 2   |
| El Linqueño (Lincoln) | 10  | 6  | 2  | 1  | 2  | 9  | 8  | 1   |
| Juventud Unida (G)    | 9   | 6  | 2  | 3  | 1  | 8  | 6  | 2   |
| Estudiantes (Rio IV)  | 4   | 6  | 1  | 1  | 4  | 9  | 14 | -5  |

| El Linqueño (Lincoln) | 1 - 0 | Sportivo Las Parejas |
| Estudiantes (Rio IV)  | 2 - 1 | Juventud Unida (G)   |

| Juventud Unida (G)   | 2 - 2 | Estudiantes (Rio IV)  |
| Sportivo Las Parejas | 2 - 1 | El Linqueño (Lincoln) |

| Sportivo Las Parejas | 2 - 1 | Estudiantes (Rio IV)  |
| Juventud Unida (G)   | 3 - 1 | El Linqueño (Lincoln) |

| Estudiantes (Rio IV)  | 1 - 3 | Sportivo Las Parejas |
| El Linqueño (Lincoln) | 0 - 0 | Juventud Unida (G)   |

| Estudiantes (Rio IV) | 3 - 4 | El Linqueño (Lincoln) |
| Sportivo Las Parejas | 1 - 1 | Juventud Unida (G)    |

| El Linqueño (Lincoln) | 2 - 0 | Estudiantes (Rio IV) |
| Juventud Unida (G)    | 1 - 0 | Sportivo Las Parejas |

### Zona D
| Equipo            | Pts | PJ | PG | PE | PP | GF | GC | Dif |
| ----------------- | --- | -- | -- | -- | -- | -- | -- | --- |
| 9 de Julio (M)    | 13  | 6  | 4  | 1  | 1  | 10 | 6  | 4   |
| Atlético Paraná   | 10  | 6  | 3  | 1  | 2  | 9  | 5  | 4   |
| Colegiales (C)    | 9   | 6  | 2  | 3  | 1  | 7  | 6  | 1   |
| Ben Hur (Rafaela) | 1   | 6  | 0  | 1  | 5  | 6  | 15 | -9  |

| 9 de Julio (M) | 1 - 0 | Atlético Paraná   |
| Colegiales (C) | 2 - 0 | Ben Hur (Rafaela) |

| Ben Hur (Rafaela) | 2 - 2 | Colegiales (C) |
| Atlético Paraná   | 3 - 0 | 9 de Julio (M) |

| Atlético Paraná   | 1 - 2 | Colegiales (C) |
| Ben Hur (Rafaela) | 1 - 4 | 9 de Julio (M) |

| Colegiales (C) | 0 - 0 | Atlético Paraná   |
| 9 de Julio (M) | 2 - 1 | Ben Hur (Rafaela) |

| Colegiales (C)  | 1 - 1 | 9 de Julio (M)    |
| Atlético Paraná | 2 - 0 | Ben Hur (Rafaela) |

| Ben Hur (Rafaela) | 2 - 3 | Atlético Paraná |
| 9 de Julio (M)    | 2 - 0 | Colegiales (C)  |

### Zona E
| Equipo                 | Pts | PJ | PG | PE | PP | GF | GC | Dif |
| ---------------------- | --- | -- | -- | -- | -- | -- | -- | --- |
| Guaraní Antonio Franco | 11  | 6  | 3  | 2  | 1  | 12 | 7  | 5   |
| Chaco For Ever         | 11  | 6  | 3  | 2  | 1  | 10 | 7  | 3   |
| San Martín (F)         | 7   | 6  | 2  | 1  | 3  | 7  | 10 | -3  |
| General Paz Juniors    | 4   | 6  | 1  | 1  | 4  | 2  | 11 | -9  |

| Chaco For Ever      | 2 - 1 | San Martín (F)         |
| General Paz Juniors | 2 - 0 | Guaraní Antonio Franco |

| San Martín (F)         | 1 - 1 | Chaco For Ever      |
| Guaraní Antonio Franco | 1 - 1 | General Paz Juniors |

| San Martín (F)         | 3 - 1 | General Paz Juniors |
| Guaraní Antonio Franco | 1 - 1 | Chaco For Ever      |

| Chaco For Ever      | 2 - 4 | Guaraní Antonio Franco |
| General Paz Juniors | 0 - 1 | San Martín (F)         |

| Chaco For Ever         | 3 - 0 | General Paz Juniors |
| Guaraní Antonio Franco | 4 - 1 | San Martín (F)      |

| General Paz Juniors | 0 - 1 | Chaco For Ever         |
| San Martín (F)      | 0 - 2 | Guaraní Antonio Franco |

### Zona F
| Equipo            | Pts | PJ | PG | PE | PP | GF | GC | Dif |
| ----------------- | --- | -- | -- | -- | -- | -- | -- | --- |
| San Martín (M)    | 10  | 6  | 3  | 1  | 2  | 7  | 7  | 0   |
| Dep. Guaymallén   | 8   | 6  | 2  | 2  | 2  | 8  | 7  | 1   |
| Unión (VK)        | 8   | 6  | 2  | 2  | 2  | 6  | 5  | 1   |
| Huracán Las Heras | 6   | 6  | 1  | 3  | 2  | 6  | 8  | -2  |

| Huracán Las Heras | 1 - 1 | Dep. Guaymallén |
| Unión (VK)        | 2 - 0 | San Martín (M)  |

| San Martín (M)  | 1 - 1 | Unión (VK)        |
| Dep. Guaymallén | 2 - 2 | Huracán Las Heras |

| Dep. Guaymallén | 0 - 1 | Unión (VK)        |
| San Martín (M)  | 3 - 1 | Huracán Las Heras |

| Unión (VK)        | 1 - 2 | Dep. Guaymallén |
| Huracán Las Heras | 0 - 1 | San Martín (M)  |

| San Martín (M)    | 2 - 1 | Dep. Guaymallén |
| Huracán Las Heras | 1 - 0 | Unión (VK)      |

| Dep. Guaymallén | 2 - 0 | San Martín (M)    |
| Unión (VK)      | 1 - 1 | Huracán Las Heras |

### Zona G
| Equipo              | Pts | PJ | PG | PE | PP | GF | GC | Dif |
| ------------------- | --- | -- | -- | -- | -- | -- | -- | --- |
| San Jorge (T)       | 10  | 6  | 3  | 1  | 2  | 12 | 9  | 3   |
| Mitre (SdE)         | 10  | 6  | 3  | 1  | 2  | 10 | 8  | 2   |
| Atlético Concepción | 8   | 6  | 2  | 2  | 2  | 7  | 8  | -1  |
| Atlético Policial   | 5   | 6  | 1  | 2  | 3  | 10 | 14 | -4  |

| Atlético Concepción | 2 - 0 | San Jorge (T) |
| Atlético Policial   | 1 - 3 | Mitre (SdE)   |

| San Jorge (T) | 3 - 0 | Atlético Concepción |
| Mitre (SdE)   | 4 - 0 | Atlético Policial   |

| San Jorge (T) | 1 - 0 | Atlético Policial   |
| Mitre (SdE)   | 1 - 0 | Atlético Concepción |

| Atlético Concepción | 1 - 0 | Mitre (SdE)   |
| Atlético Policial   | 5 - 2 | San Jorge (T) |

| Mitre (SdE)         | 2 - 2 | San Jorge (T)     |
| Atlético Concepción | 1 - 1 | Atlético Policial |

| San Jorge (T)     | 4 - 0 | Mitre (SdE)         |
| Atlético Policial | 3 - 3 | Atlético Concepción |

### Mejores terceros
| Equipo              | Pts | PJ | PG | PE | PP | GF | GC | Dif | Zona |
| ------------------- | --- | -- | -- | -- | -- | -- | -- | --- | ---- |
| Juventud Unida (G)  | 9   | 6  | 2  | 3  | 1  | 8  | 6  | 2   | C    |
| Colegiales (C)      | 9   | 6  | 2  | 3  | 1  | 7  | 6  | 1   | D    |
| Atlético Concepción | 8   | 6  | 2  | 2  | 2  | 7  | 8  | -1  | G    |
| Huracán (CR)        | 8   | 6  | 2  | 2  | 2  | 5  | 9  | -4  | A    |
| Unión (VK)          | 7   | 6  | 2  | 1  | 2  | 5  | 4  | 1   | F    |
| Ferro Carril Sud    | 7   | 6  | 2  | 1  | 3  | 8  | 8  | 0   | B    |
| San Martín (F)      | 7   | 6  | 2  | 1  | 2  | 7  | 10 | -3  | E    |

## Tercera a quinta fase
Los equipos clasificados de la segunda fase se enfrentan en duelos de ida y vuelta a eliminación directa según cercanía geográfica donde ganará la serie aquel equipo que sume más puntos, en caso de haber igualdad de puntos, se recurrirá a la diferencia de goles a favor, y de persistir el empate, se definirá la serie con tiros desde el punto del penal.

### Primer ascenso
|  | Cuartos de final     | Cuartos de final | Cuartos de final |       |                      | Semifinales   | Semifinales   | Semifinales   |  |  | Final         | Final         | Final         |
|  | 20/05 a 26/05        | 20/05 a 26/05    | 20/05 a 26/05    |       |                      | 30/05 a 03/06 | 30/05 a 03/06 | 30/05 a 03/06 |  |  | 10/06 a 16/06 | 10/06 a 16/06 | 10/06 a 16/06 |
|  |                      |                  |                  |       |                      |               |               |               |  |  |               |               |               |
|  | Sportivo Las Parejas | 5                | 0                |       |                      |               |               |               |  |  |               |               |               |
|  | San Martín (M)       | 0                | 4                |       |                      |               |               |               |  |  |               |               |               |
|  | San Martín (M)       | 0                | 4                |       | Sportivo Las Parejas | 0             | 2 (2)         |               |  |  |               |               |               |
|  |                      |                  |                  |       | Sportivo Las Parejas | 0             | 2 (2)         |               |  |  |               |               |               |
|  |                      | Deportivo Roca   | 0                | 2 (4) |                      |               |               |               |  |  |               |               |               |
|  | Guaymallén (M)       | Deportivo Roca   | 0                | 2 (4) | 0                    | 0             |               |               |  |  |               |               |               |
|  | Guaymallén (M)       |                  |                  |       | 0                    | 0             |               |               |  |  |               |               |               |
|  | Deportivo Roca       | 3                | 2                |       |                      |               |               |               |  |  |               |               |               |
|  |                      |                  |                  |       |                      |               |               |               |  |  | Alvarado      | 2             | 2 (4)         |
|  |                      |                  | Deportivo Roca   | 2     | 2 (3)                |               |               |               |  |  |               |               |               |
|  | Deportivo Madryn     | 2                | 1                |       |                      |               |               |               |  |  |               |               |               |
|  | Villa Mitre          | 0                | 1                |       |                      |               |               |               |  |  |               |               |               |
|  | Villa Mitre          | 0                | 1                |       | Alvarado             | 1             | 0 (5)         |               |  |  |               |               |               |
|  |                      |                  |                  |       | Alvarado             | 1             | 0 (5)         |               |  |  |               |               |               |
|  |                      | Deportivo Madryn | 0                | 1 (3) |                      |               |               |               |  |  |               |               |               |
|  | Alvarado             | Deportivo Madryn | 0                | 1 (3) | 3                    | 1 (5)         |               |               |  |  |               |               |               |
|  | Alvarado             |                  |                  |       | 3                    | 1 (5)         |               |               |  |  |               |               |               |
|  | El Linqueño          | 2                | 2 (3)            |       |                      |               |               |               |  |  |               |               |               |

### Segundo ascenso
|  | Cuartos de final   | Cuartos de final  | Cuartos de final  |       |                    | Semifinales   | Semifinales   | Semifinales   |  |  | Final         | Final         | Final         |
|  | 20/05 a 26/05      | 20/05 a 26/05     | 20/05 a 26/05     |       |                    | 30/05 a 03/06 | 30/05 a 03/06 | 30/05 a 03/06 |  |  | 10/06 a 16/06 | 10/06 a 16/06 | 10/06 a 16/06 |
|  |                    |                   |                   |       |                    |               |               |               |  |  |               |               |               |
|  | Chaco For Ever     | 0                 | 2                 |       |                    |               |               |               |  |  |               |               |               |
|  | San Jorge (T)      | 3                 | 0                 |       |                    |               |               |               |  |  |               |               |               |
|  | San Jorge (T)      | 3                 | 0                 |       | San Jorge (T)      | 3             | 1             |               |  |  |               |               |               |
|  |                    |                   |                   |       | San Jorge (T)      | 3             | 1             |               |  |  |               |               |               |
|  |                    | 9 de Julio (M)    | 0                 | 3     |                    |               |               |               |  |  |               |               |               |
|  | Mitre (SdE)        | 9 de Julio (M)    | 0                 | 3     | 1                  | 0             |               |               |  |  |               |               |               |
|  | Mitre (SdE)        |                   |                   |       | 1                  | 0             |               |               |  |  |               |               |               |
|  | 9 de Julio (M)     | 1                 | 3                 |       |                    |               |               |               |  |  |               |               |               |
|  |                    |                   |                   |       |                    |               |               |               |  |  | San Jorge (T) | 0             | 0             |
|  |                    |                   | Guaraní A. Franco | 0     | 3                  |               |               |               |  |  |               |               |               |
|  | Colegiales (C)     | 1                 | 1                 |       |                    |               |               |               |  |  |               |               |               |
|  | Guaraní A. Franco  | 1                 | 2                 |       |                    |               |               |               |  |  |               |               |               |
|  | Guaraní A. Franco  | 1                 | 2                 |       | Juventud Unida (G) | 2             | 0 (7)         |               |  |  |               |               |               |
|  |                    |                   |                   |       | Juventud Unida (G) | 2             | 0 (7)         |               |  |  |               |               |               |
|  |                    | Guaraní A. Franco | 2                 | 0 (8) |                    |               |               |               |  |  |               |               |               |
|  | Juventud Unida (G) | Guaraní A. Franco | 2                 | 0 (8) | 2                  | 2             |               |               |  |  |               |               |               |
|  | Juventud Unida (G) |                   |                   |       | 2                  | 2             |               |               |  |  |               |               |               |
|  | Atlético Paraná    | 1                 | 1                 |       |                    |               |               |               |  |  |               |               |               |

Nota: En ambos cuadros, los equipos situados arriba ejercen de local en el primer enfrentamiento.

## Goleadores
| Jugador              | Jugador           | Goles | Equipos                           |
| -------------------- | ----------------- | ----- | --------------------------------- |
| Bandera de Argentina | Cristian Taborda  | 27    | Deportivo Roca                    |
| Bandera de Argentina | Santiago Sánchez  | 25    | 9 de Julio (M)                    |
| Bandera de Argentina | Cristian Barinaga | 22    | Guaraní A. Franco                 |
| Bandera de Argentina | Sergio Chitero    | 19    | Atlético Paraná                   |
| Bandera de Argentina | Ezequiel Gaviglio | 18    | Club Atlético General Paz Juniors |
| Bandera de Argentina | Matías Parolari   | 18    | Club Independiente (T)            |

Fuente: Tabla de Goleadores del Torneo Argentino B temporada 2011-2012

## Promociones

### Promoción Torneo Argentino A - Torneo Argentino B
| Deportivo Roca                                                                            | 2 - 2 | Alumni (Villa María) | Luis Maiolino               | 20 de junio | 14:30 |
| Alumni (Villa María)                                                                      | 1 - 1 | Deportivo Roca       | Plaza Manuel Anselmo Ocampo | 24 de junio | 11:30 |
| Alumni permaneció en el Torneo Argentino A con un global de 3 - 3, por ventaja deportiva. |       |                      |                             |             |       |

| San Jorge (T)                                                               | 0 - 1 | CAI           | Dr. Luis Güemes                 | 20 de junio | 16:00 |
| CAI                                                                         | 1 - 3 | San Jorge (T) | Municipal de Comodoro Rivadavia | 24 de junio | 15:05 |
| San Jorge de Tucumán ascendió al Torneo Argentino A con un global de 3 - 2. |       |               |                                 |             |       |

### Promoción Torneo Argentino B - Torneo del Interior
| Deportivo Aguilares                                                          | 2 - 3 | Racing (T)          | Dr. Luis Güemes | 11 de junio | 16:00 |
| Racing (T)                                                                   | 3 - 0 | Deportivo Aguilares | Cayetano Castro | 17 de junio | 15:00 |
| Racing de Trelew permaneció en el Torneo Argentino B con un global de 6 - 2. |       |                     |                 |             |       |

| Independiente (N)                                                               | 2 - 1 | Complejo Deportivo | José Rosas y Perito Moreno | 10 de junio | 15:30 |
| Complejo Deportivo                                                              | 0 - 1 | Independiente (N)  | 23 de Mayo                 | 17 de junio | 16:00 |
| Independiente de Neuquén ascendió al Torneo Argentino B con un global de 3 - 1. |       |                    |                            |             |       |

| River de Embarcación                                                           | 1 - 1 | Jorge Gibson Brown   | Alberto Dehenen                          | 10 de junio | 17:00 |
| Jorge Gibson Brown                                                             | 4 - 3 | River de Embarcación | Clemente Argentino Fernández de Oliveira | 17 de junio | 15:30 |
| Jorge Gibson Brown permaneció en el Torneo Argentino B con un global de 5 - 4. |       |                      |                                          |             |       |